# Lista episoadelor din Magicienii din Waverly Place
Următoarea este o listă de episoade a serialului Magicienii din Waverly Place care rulează la Disney Channel.

În ciuda celor 4 sezoane apărute în Statele Unite alea Americii, Disney Channel România rulează în prezent primele episoade celui de-al treilea sezon.

Sezonul 3 se difuzează în High Definition, începând cu primul episod al sezonului Fata frankenstein.

Pe 3 iunie 2010, Disney Channel U.S.A. a declarat apariția unui al patrulea sezon din Magicienii din Waverly Place începând cu noiembrie 2010.

Notă: Ordinea următoarelor episoade este scrisă în funcție de ordinea difuzării din Statele Unite ale Americii, care are mici diferențe față de ordinea difuzării din România.

## Sumar
| România | România | România  | România            | România           |
| Sezon   | Sezon   | Episoade | Primul episod      | Ultimul episod    |
| ------- | ------- | -------- | ------------------ | ----------------- |
|         | 1       | 21 / 21  | 19 septembrie 2009 | 24 aprilie 2010   |
|         | Filmul  | Filmul   | 31 octombrie 2009  | 31 octombrie 2009 |
|         | 2       | 30 / 30  | 15 mai 2010        | 30 aprilie 2011   |
|         | 3       | 30 / 30  | 7 mai 2011         | 31 decembrie 2011 |
|         | 4       | 29/ 29   | 7 ianuarie 2012    | 15 decembrie 2012 |
|         | Special | Special  | 25 mai 2013        | 25 mai 2013       |

| Statele Unite | Statele Unite | Statele Unite | Statele Unite      | Statele Unite     |
| Sezon         | Sezon         | Episoade      | Primul episod      | Ultimul episod    |
| ------------- | ------------- | ------------- | ------------------ | ----------------- |
|               | 1             | 21            | 12 octombrie 2007  | 31 august 2008    |
|               | 2             | 30            | 12 septembrie 2008 | 21 august 2009    |
|               | Filmul        | Filmul        | 28 august 2009     | 28 august 2009    |
|               | 3             | 30            | 9 octombrie 2009   | 15 octombrie 2010 |
|               | 4             | 29            | 12 noiembrie 2010  | 6 ianuarie 2012   |
|               | Special       | Special       | Martie 15, 2013    | Martie 15, 2013   |

## Sezonul I.(România: 2009-2010. Statele Unite: 2007-2008)
Primul sezon din Magicienii din Waverly Place a fost difuzat pe Disney Channel Statele Unite între 12 octombrie 2007 și 31 august 2008, și în România între 19 septembrie 2009 și 24 aprilie 2010. Acest sezon ne introduce în viața copiilor Russo, Alex, Justin și Max, care sunt în competiție pentru a afla cine va fi magicianul familiei lor. Theresa Russo este mama lor muritoare mexicano-americană, iar Jerry Russo este tatăl lor fost magician italiano-american. Jennifer Stone o joacă pe Harper Finkle, prietena cea mai bună a lui Alex.
Personajele secundare și invitații speciali îi includ pe Amada Tepe, Skyler Samuels, Bill Chott, Daryl Sabara, Brian Kubach, Shane Lyons, Eric Allan Kramer, Chelsea Satub, Sara Paxton, Julie Brown și Jeff Garlin.

### Producție
Serialul a fost creat de Todd J. Greenwald, care început producția pentru Magicienii din Waverly Place după ce a lucrat ca producător la primul sezon din Hannah Montana. Serialul este produs de It's a Laugh Productions și Disney Channel Origian Productions. Cântecul de temă, "Everything Is Not What It Seems", a fost scris de John Adair și Steve Hampton, fiind de stil techno-pop și cântat de Selena Gomez. Serialul a fost filmat la Hollywood Center Studios în Hollywood, California.

### Acțiune
Având locație în Waverly Place în Manhattan, New York, Magicienii din Waverly Place se focusează asupra familiei italiano-mexicană Russo, care include Alex (Selena Gomez), fratele ei mai mare Justin (David Henrie) și fratele lor mai tânăr (Jake T. Austin). Cei trei frați Russo sunt magicieni în pregătire și trăiesc cu tatăl lor italiano-american, Jerry (David DeLuise), un fost magician, și mama lor mexicano-americană, Theresa (Maria Canals Barrera) care este muritoare. Prietena cea mai bună a lui Alex, Harper Finkle (Jennifer Stone), a aflat despre secretul familiei Russo în episodul celui de-al doilea sezon Harper știe. Frații trebuie să își păstreze secretul în siguranță atâta timp cât trăiesc în lumea muritorilor. Când toți termină antrenamentul vrăjitoresc, toți trei frații vor a vea o competiție de magicieni pentru a decide cine va deveni magicianul familiei din generația lor, singurul care va putea să își păstreze puterile pentru totdeauna, în timp ce restul își vor pierde puterile și vor deveni muritori. De aceea, Jerry încearcă mereu să îi facă pe copii să înțeleagă să nu se bazeze pe magie, pentru că ar putea-o pierde într-o zi. Lumea magică tinde să fie foarte excentrică și ciudată. Aceștia află de asemenea că păstratul unui secret poate fi destul de greu uneori.

### Secvență de titlu
Secvența începe cu Alex (Selena Gomez) trezindu-se dimineața cu alarma ei de la ceas sunând. Ea folosește o vrajă ca să ducă ziua înapoi la 6.30. Apoi merge în baie unde Justin (David Henrie) se uită în oglindă când Alex îl împinge. Acesta se enervează, folosind magie pentru a o închide în oglindă. În bucătărie, Max (Jake T. Austin) are o portocală care se transformă într-o brioșă. Între timp, Harper (Jennifer Stone) se întâlnește cu Alex la ușa din față. Înapoi în bucătărie, Max este pe cale să își pună brioșa în ghiozdan când mama lui, Theresa (Maria Canals Barrera) îi spune să o transforme înapoi în portocală. Alex îi spune mamei sale că a întârziat la școală. La subsol, Jerry (David DeLuise) vorbește cu cineva când o carte de vrăji zboară, iar acesta merge să o găsească. În restaurant, Alex își deschide geanta, iar cartea de vrăji intră înăuntru. Jerry o ceartă, în timp ce titlul apare pe ecran. Apoi, cei patru prieteni pleacă la școală.

### Apariție
Serialul a debutat pe Disney Channel Statele Unite pe data de 12 octombrie 2007 după premierea filmului Vrăjigemenele 2, având 5.9 milioane de vizionări. În februarie 2009, episodul O mână de ajutor a spart recordul pentru cea mai mare audiență la ora 7.00 PM (timpul estic), cu un total de 4.5 milioane vizionări. În ianuarie 2010, episodul de o oră Magicieni vs. Vârcolaci a devenit cel mai vizionat episod al serialului, cu un total de 6.2 milioane de vizionări, întrecând cele 6 milioane de vizionări din cazul episodului Comitetul de arte. În 2009, scenariul serialului a fost recunoscut ca fiind unul de top pentru adolescenți și copii, fiind foarte puțin în urma serialului O viață minunată pe punte.

### Episoade
- Sezonul are 21 de episoade.
- Selena Gomez și David Henrie apar în toate episoadele.
- Jake T. Austin este absent pentru un epsiod.
- Maria Canals Barrera și David DeLuise sunt absenți pentru două episoade.
- Jennifer Stone este absentă pentru nouă episoade.

| # Statele Unite | # România | Titlu                                                                                    | Regizat de      | Scris de                                   | Premieră originală | Premieră, România  | Cod |
| --- | --------- | ---------------------------------------------------------------------------------------- | --------------- | ------------------------------------------ | ------------------ | ------------------ | --- |
| 1 | 2         | „Reducere nebuna de 10 minute” „The Crazy 10 Minute Sale”                                | Fred Savage     | Todd J. Greenwald                          | 12 octombrie 2007  | 19 septembrie 2009 | 102 |
| Acțiune principală: Alex vrea să se ducă la Reducerile nebune de zece minute, o vânzare anuală care durează zece minute, și fiecare accesoriu este aproape gratis. Însă tatăl ei, Jerry, nu o lasă, deoarece are lecție de magie în ziua respectivă. Oricum, Alex se dublează cu o vrajă nepermisă, lăsându-și acasă clona. Justin și Max își dau seama că ciudata clonă a lui Alex poate doar lătra, în consecință a neatenției lui Alex de a se gândi la un cățel când a folosit vraja. Planurile sale sunt distruse când Harper o informează că mama ei este de asemenea la reduceri, iar Gigi, inamica sa, ascunde jacheta la care Alex visează. Când tatăl ei află că a chiulit de la oră, se duce după ea. Acțiune paralelă: Jerry îi dă lui Max fosta sa baghetă, însă acesta o rupe. Jerry comandă o nouă baghetă electronică. Max, accidental, folosește bagheta împreună cu Justin pentru a face clona lui Alex să se minște, nerealizând că toate mișcările executate de clona lui Alex sunt executate și de adevărata Alex. Vrăji: Personna Dualis - dublează o persoană sau un obiect. Invitați speciali: Skyler Samuels ca Gigi Hollingsworth Amanda Tepe ca Manager Co-invitați: Heather Trzyna ca Vreau-să-fiu-ca-Gigi #1 Kelsey Sanders ca Vreau-să-fiu-ca-Gigi #2 Noe Jimenez ca elev Note: Max menționează un reality show "Dansez cu Sora Mea", o parodia a emisiunii "Dansez Pentru Tine". Posterul cu "Reducerea nebună de zece minute" apare și într-un episod al sezonului 4. În limba originală, engleză, vraja "Personna Dualis" este prezentată ca "Edgebono Utoostis" o referință evidentă asupra formației "U2" și a membrilor ei The Edge și Bono. |           |                                                                                          |                 |                                            |                    |                    |     |
| 2 | 3         | „Primul Sărut” „First Kiss”                                                              | Joe Regalbuto   | Vince Cheung Ben Montanio                  | 19 octombrie 2007  | 26 septembrie 2009 | 104 |
| Justin are o iubită nouă pe nume Miranda, o fată în stilul gotic, dar îi este frică să o sărute. Acesta merge cu ea la cinema unde încearcă să o sărute dar distruge totul. Alex dă timpul înapoi de 18 ori pentru a îi da o șansă lui Justin să o sărute, dar acesta o dă în bară mereu. Alex este prinsă de tatăl ei când vrea să folosească vraja pentru a nouăsprezecea oară. Între timp, Max creează un sandviș ciudat, dar de care se îndrăgostesc oficialii New York Mets, dar uită ingredientele. Dar, datorită manipulării timpului de către Alex, familia Russo distruge șansele sandvișului. În schimb, supărarea familiei este uitată când Theresa descoperă că Justin a avut primul lui sărut, chiar dacă Alex nu îl avusese pe al ei. Justin îi spune lui Alex că le va spune tuturor, dar la școală aceasta sărută un băiat la întâmplare în fața lui, pentru a-i demonstra. Vrăji: - Recreația temporația - dă timpul înapoi cu câteva secunde. Puncte de referință: Harper îi spune Mirandei "Morticia", ceea ce face o referință la Familia Addams. În engleză, vraja Recreația temporația a fost numită McCreery Timereary, care este o referință la unul dintre producătorii și scriitorii serialului, Gigi McCreery. Guest Stars: Lucy Hale ca Miranda, Jim Wise ca Dl. Malone |           |                                                                                          |                 |                                            |                    |                    |     |
| 3 | 4         | „Aproape m-am înecat în fântâna de ciocolată” „I Almost Drowned in a Chocolate Fountain” | Joe Regalbuto   | Gigi McCreery Perry Rein                   | 26 octombrie 2007  | 3 octombrie 2009   | 105 |
| Alex decide să trișeze la testul de Spaniolă folosind un elf de buzunar, care au cunoștințe mari în subiecte diverse. Trișează cu succes și îi este permis să iasă la o întâlnire în acea seară. Pentru a se răzbuna pe Alex, Justin și Max pun elful în poșeta ei, iar acesta o mușcă cauzându-i lui Alex o obsesie pentru ciocolată. Invitați speciali: Al Madrigal ca Elful de buzunar spaniol, Brian Kubach ca Rilez, Jack Plotnick ca Elf de buzunar Dublură de cascadorie: Sonja Musterman |           |                                                                                          |                 |                                            |                    |                    |     |
| 4 | 5         | „Angajat Nou” „New Employee”                                                             | Bob Berlinger   | Peter Murrieta                             | 2 noiembrie 2007   | 10 octombrie 2009  | 107 |
| După ce o angajează pe Harper, Alex folosește "Vraja Slujitoarei" pentru a o ajuta pe Harper să treacă peste lipsa ei de abilități de chelneriță. Totuși, planul ei se întoarce împotriva ei când Harper devine prea strictă și ajunge să o concedieze pe Alex din a-i fi prietenă. Între timp, Justin începe o afacere cu meditații care îl supără pe Frankie. Vrăji: Ia această fată fără-ndemânare și transform-o-n slujitoare. Ia această slujitoare grozavă și fă-o neîndemânatică. Invitată specială: Paulie Litt ca Frankie Dublură de cascadorie: Mark Munoz Absent: Jake T. Austin ca Max Russo |           |                                                                                          |                 |                                            |                    |                    |     |
| 5 | 6         | „Un Nou Magician În Oraș” „Disenchanted Evening”                                         | Mark Cendrowski | Jack Sanderson                             | 9 noiembrie 2007   | 17 octombrie 2009  | 114 |
| Alex întâlnește la școală un alt vrăjitor, TJ Taylor, pe care părinții îl lasă să folosească magia oricând, aceștia fiind vrăjiți de el. Acest lucru fiind ceea ce își dorește și Alex de la părinții ei mult mai conservatori. Printr-o întorsătură a evenimentelor, Jerry și Theresa sunt vrăjiți și îi acceptă toate dorințele lui Alex, dar Alex devine îngrijorată și încearcă să îi facă să revină la normal. Vrăji: Clătitus gustosus (Commakus Pancakus) - abilitatea de a invoca o farfurie cu clătite. Transportium Nextorbitorium - abilitatea de teleportare pe o altă planetă Invitat special: Daryl Sabara ca T.J. Taylor Absentă: Jennifer Stone ca Harper Finkle |           |                                                                                          |                 |                                            |                    |                    |     |
| 6 | 1         | „Lecția de Conducere a Covorului” „You Can't Always Get What You Carpet”                 | Fred Savage     | Peter Murrieta                             | 10 noiembrie 2007  | 19 septembrie 2009 | 101 |
| Alex dă peste vechiul covor magic al lui Jerry și îl convinge să o învețe să zboare. Tratând-o pe Alex ca pe fetița sa toată viața ei, devine nerăbdător și frustrat când îi dă lecții de zbor. Absentă: Jennifer Stone ca Harper Finkle |           |                                                                                          |                 |                                            |                    |                    |     |
| 7 | 7         | „Alegerea lui Alex” „Alex's Choice”                                                      | Bob Berlinger   | Matt Goldman                               | 16 noiembrie 2007  | 24 octombrie 2009  | 109 |
| Gigi le invită pe Alex și Harper la petrecerea ei anuală care are loc la Holtelul Fleur BlaBluBlaBluFaGluFa (Fleur DuFlaDuFlaDuFla). Alex încearcă să o convingă pe Harper să nu meargă, deoarece află că Gigi are planuri de a o face pe Harper de râs încoronând-o cea mai mare ratată. Între timp, Justin și Max trimit o glumă prin poștă, una în care spun că sunt naufragiați pe o insulă pustie în "Marea de lavă", și primesc ajutor nedorit de la magicienii de urgență. Vrăji: Unii oameni sunt comori, alții sunt înșelători, ca să aflu cine este, dă-mi ureche de liliac - abilitatea de a transforma urechea cuiva în una de liliac Unii sunt răi, unii sunt buni, dar toți vor spune ce gândesc - vraja adevărului Inivtați speciali: Skyler Samuels ca Gigi , Brian Scolaro ca Goblin , Michael A. Shepperd ca Ofițer Absent: David DeLuise ca Jerry Russo |           |                                                                                          |                 |                                            |                    |                    |     |
| 8 | 8         | „Ține-ți dragonul în frâu” „Curb Your Dragon”                                            | Bob Berlinger   | Gigi McCreery Perry Rein                   | 30 noiembrie 2007  | 06 ianuarie 2010   | 108 |
| Alex îi cumpără lui Justin un dragon fermecat deghizat în câine, pentru că se simțea vinovată de pierderea câinelui lui Justin, Willie acum 9 ani. Totuși încă poate scuipa foc și să zboare, deci trebuie să le ascundă asta părinților și să îi facă să creadă că e doar un câine. Vrăji: Mimoza Espinoza - abilitatea de a transforma un om în animal Huminoza Espinoza - anularea vrăjii anterioare Absentă: Jennifer Stone ca Harper Finkle |           |                                                                                          |                 |                                            |                    |                    |     |
| 9 | 9         | „Filme” „Movies”                                                                         | Mark Cendrowski | Justin Varava                              | 21 decembrie 2007  | 07 ianuarie 2010   | 113 |
| Sătulă să fie tratată ca un copil, Alex vrea să meargă la un film interzis sub 17 ani cu prietenii lui Justin și accidental intră în film, de unde Justin trebuie să o salveze. Între timp, Theresa îl tratează pe Max ca pe un bebeluș deoarece consideră că Alex și Justin cresc prea repede. Vrăji: Mulțumește-mi stomacul gol, fă-mi un sandviș cu unt de arahide și jeleu. - the ability to transform some one into a peanut butter and jelly sandwich Chiar dacă îmi plac gustările delicioase, îl prefer pe fratele meu Max - abilitatea de a-l transforma pe Max dintr-un sandviș înapoi în om Ne-am săturat de această frică, așa că grăbește-te și scoate-ne de aici - abilitatea de teleportare în beciul filmului Night of the Halloween Sorority Party Disaster 2 Mi-e frică de ce s-ar putea întâmpla mai departe, așa că dune la Mondoplex - abilitatea de a teleporta la Mondoplex Invitați speciali: Tiffany Thornton ca Susan, Malese Jow ca Ruby Donahue Absentă: Jennifer Stone ca Harper Finkle |           |                                                                                          |                 |                                            |                    |                    |     |
| 10 | 10        | „Sparge-mă și cădem amândoi” „Pop Me And We Both Go Down”                                | Bob Berlinger   | Vince Cheung Ben Montanio                  | 06 ianuarie 2008   | 08 ianuarie 2010   | 103 |
| Când lui Justin îi apare un coș pe frunte chiar înainte de bal, Alex încearcă să scape de el și accidental îl aduce la viață. Alex și Max caută trofeul tatălui lor care a prins viață accidental și el, pentru a învăța magia inversă și a-l ajuta pe Justin. Vrăji: Murrieta Animata - abilitatea de a aduce la viață ceva Garibay Immobilitay - abilitatea de a inversa vraja Murrieta Animata Invitați speciali: Zone ca DJ, J.R. May ca prieten solid, Charlie Bodin ca omul trofeu, Lucy Hale ca Miranda, Curtis Armstrong ca și coș Absentă: Jennifer Stone ca Harper Finkle |           |                                                                                          |                 |                                            |                    |                    |     |
| 11 | 11        | „Comoție și poțiune” „Potion Commotion”                                                  | Bob Berlinger   | Todd J. Greenwald                          | 10 februarie 2008  | 09 ianuarie 2010   | 110 |
| Justin vrea să fie ales pentru Conferința internațională școlar la U.N., dar întâlnește competiție de la un coleg popular al lui Alex de care ei îi place. Alex plănuiește să folosească o poțiune de dragoste pentru a-l face să se îndrăgostească de ea, de asemenea îl ajută pe Justin să îi saboteze întâlnirea. Din păcate, Alex accidental bea toată poțiunea și devine obsedată de sine. După ce poțiunea se dezactivează, are unele efecte secundare, Alex își trimite o grămadă de flori. Între timp, puterile lui Max de vrăjitor apar, și trebue să poarte o pălărie urâtă pentru a le ține sub control. Vrăji: Levitatus Liquidatus - abilitatea de a levita lichide Invitați speciali: Bill Chott ca Mr. Laritate, Shane Lyons ca Brad Sherwood Absentă: Jennifer Stone ca Harper Finkle |           |                                                                                          |                 |                                            |                    |                    |     |
| 12 | 12        | „Sora mai mică a lui Justin” „Justin's Little Sister”                                    | Andrew Tsao     | Eve Weston                                 | 09 martie 2008     | 16 ianuarie 2010   | 117 |
| Când Alex devine nervoasă că toată lumea o compară cu Justin, ea face o dorință cu un duh să nu o mai compare nimeni cu fratele ei. Duhul îi îndeplinește dorința, însă toată lumea l-a uitat pe Justin mai puțin Alex. Ea își mai pune o dorință și iar intră în bucluc deoarece l-a făcut pe Justin invizibil. După ce i-au explicat situația lui Jerry ei încearcă să rezolve problema și să întoarcă tot răul făcut de duh. Vrăji: Suntem mici și mărunței, du-ne înăuntru să-l vedem pe duh - abilitatea de a intra în lampa lui Gennie. Suntem mici și mărunței, vizita duhului s-a sfârșit - abilitatea de a te teleporta din lampa lui Gennie. Invitați speciali: Candace Brown II ca Genie, Bill Chott ca Dl. Laritate Alți invitați: Monica Anne Parales ca Wendy Bott, Veronica Sixtos ca Nellie Rodriguez, Christopher Johnson ca un prieten. |           |                                                                                          |                 |                                            |                    |                    |     |
| 13 | 13        | „Școala de Macigieni, Partea 1” „Wizard School (Part 1)”                                 | Mark Cendrowski | Vince Cheung Ben Montanio                  | 06 aprilie 2008    | 23 ianuarie 2010   | 111 |
| Jerry și Theresa îi trimit pe Alex și Justin la o școală de magie numită Wiz Tech peste vară. În timp ce Justin excelează, Alex intră în bucluc. Între timp, Max și Jerry ies la camping pe terasă, după ce Theresa zice că nu ar fi destul de bărbați. Vrăji: Mailius Spontaneos (numele persoanei sau locul) - abilitatea de a trimite poșta oricui oriunde instantaneu (funcționează doar cu cheia portalului) Din cap până în picioare, o trompă de elefant va crește - abilitatea de a transforma nasul cuiva într-o trompă de elefant Invitați Speciali: Josh Sussman ca Hugh Normous, J. Evan Bonifant ca Jerko Phoenix, Octavia Spencer ca Dr. Evilini Absentă: Jennifer Stone ca Harper Finkle |           |                                                                                          |                 |                                            |                    |                    |     |
| 14 | 14        | „Școala de Macigieni, Partea 2” „Wizard School (Part 2)”                                 | Mark Cendrowski | Gigi McCreery Perry Rein                   | 06 aprilie 2008    | 30 ianuarie 2010   | 112 |
| Alex încearcă să o oprească pe profesoara diabolică Dr. Evilini de la Wiz Tech să nu îi fure puterile lui Justin în timpul unui campionat școlar numit "12 Mingi". La sfârșitul campionatului Alex folosește vraja adevărului pentru a face ca Dr. Evilini să fie arestată și pentru a-l salva pe Justin. Între timp o femeie încearcă să fure clienții de la Sub Station făcând reclama la Bolul de salată. Vrăji: Unii sunt răi, unii sunt buni, dar toți vor spune ce gândesc - vraja adevărului Scritipoliti Nochititi - abilitatea de a face pe cineva să nu poată să renunțe Invitați speciali: Ian Abercrombie ca Directorul Crumbs, Octavia Spencer ca Dr. Evilini, J. Evan Bonifant ca Jerko Phoenix, Robyn Moran ca Fata îmbrăcată în Bolul de Salată, Josh Sussman ca Hugh Normous Alți invitați: Adam Conger ca Băiatul Hot Dog , Craig Watkinson ca Băiatul Cutie de suc Absentă: Jennifer Stone ca Harper Finkle Notă: Asta este a doua oară când se folosește vraja adevărului. Prima dată a fost folosită în episodul 7, Alegerea lui Alex. |           |                                                                                          |                 |                                            |                    |                    |     |
| 15 | 15        | „Supranaturalul” „The Supernatural”                                                      | Mark Cendrowski | Matt Goldman                               | 18 mai 2008        | 6 martie 2010      | 115 |
| Justin folosește magia pentru a intra în echipa de baseball a școlii și a o impresiona pe Kari (Chelsea Staub). Între timp Alex încearcă să îl impresioneze pe Riley făcândul să creadă că ea aduce noroc echipei. Vrăji: Tomnunane Kinesis - abilitatea telekineziei Cerebellum Erasis - abilitatea de a goli mintea tuturor; îl afectează și pe cel care face vraja Invitați speciali: Brian Kubach ca Riley, Chelsea Staub ca Kari Landsdorf, Michael Patrick McGill ca Ump Co-invitați: Lee Davis ca Henry, Joey "Coco" Diaz ca Noul Băiat, Adam Gregory ca Student, Ezra Weisz ca Părinte Absent: Maria Canals Barrera ca Theresa Russo |           |                                                                                          |                 |                                            |                    |                    |     |
| 16 | 16        | „Alex la mijloc” „Alex in the Middle”                                                    | Bob Berlinger   | Matt Goldman                               | 15 iunie 2008      | 13 martie 2010     | 106 |
| Fratele lui Jerry, Kelbo Russo, vine în vizită. Le arată copiilor o altă metodă de antrenament pentru vrăjitori (lăsându-și să își folosească puterile). Alex îl vrea pe Kelbo ca profesor, dar Kelbo se dovedește ca fiind iresponsabil și incompetent cu puterile sale asemeni lui Alex. Iar copii află că tatăl lor,Jery Russo,este cel care și-a păstrat puterile,învingându-l pe Kelbo dar pentru a se căsători cu Terresa,Jerry îi dă puterile fratelui său,Kelbo. Absentă: Jenifer Stone ca Harper Finkle |           |                                                                                          |                 |                                            |                    |                    |     |
| 17 | 17        | „Carnetul de note” „Report Card”                                                         | Andrew Tsao     | Gigi McCreery, Perry Rein & Peter Murrieta | 29 iunie 2008      | 20 martie 2010     | 118 |
| Alex, Justin și Max își primesc carnetele de note vrăjitorești. Pentru a ascunde faptul că e groaznică, Alex încearcă să distrugă carnetul de note, dar de fiecare dată dă greș. Când Jerry și Theresa devin suspicioși, Alex se panichiează și îi transformă în porcușori de Guineea. Vrăji: Acest (lucru sau persoană) nu mai este, un (obiect sau persoană) ar trebui să îl completeze - abilitatea să transformi lucruri Nu ai respectat nicio responsabilitate, spune la revedere abilității tale magice - abilitatea de a opri puterile unui magician Porcul Guinea este un Costumier Prost, Transformă-l într-un profesor - abilitatea de a-l transforma pe Profesorul Crumbs, din porc de guineea în om Porcii de guineea sunt mici prostuți și păroși, fă-i oameni ca să îi găsim pe Theresa și Jerry Invitați speciali: Ian Abercrombie ca Directorul Crumbs, Charlie Adler ca vocea Report Card Co-invitați: Dan Benson ca prietenul #1, Kara Taitz ca porcul guineea #1, Keith Blaney ca porcul guineea #2 |           |                                                                                          |                 |                                            |                    |                    |     |
| 18 | 18        | „Verificarea de credit” „Credit Check”                                                   | Fred Savage     | Todd J. Greenwald                          | 6 iulie 2008       | 27 martie 2010     | 121 |
| Simțul rafinat pentru modă a lui Alex o ajută să intre în redacția unei reviste de modă, dar angajatorul ei i-a tot creditul pentru ideile sale. Apoi plănuiește cu Harper un spectacol de modă cu haine urâte pentru a se răzbuna. Între timp, Justin încearcă să o impresioneze pe Millie care lucrează la Sub Station, dar se pare că are prieten. Vrăji: Gialsjay Timesday - abilitatea de a îngheța timpul (durează numai dacă stai întru-un picior) Invitați speciali: Sara Paxton ca Millie, Jeffrey Christopher Todd ca Jeffrey, Julia Duffy ca D-na Angela Co-invitați: Gavin Houston ca Paul, Kristin Caldwell ca Asistent, Brian Elerding ca Jack |           |                                                                                          |                 |                                            |                    |                    |     |
| 19 | 20        | „Alex Precipită Primavara” „Alex's Spring Fling”                                         | Victor Gonzalez | Matt Goldman                               | 20 iulie 2008      | 10 aprilie 2010    | 119 |
| Riley o părăsește pe Alex deoarece ea este mereu geloasă. Ea plănuiește să întoarcă foaia și să îl facă și pe el gelos. Alex animează un manechin, numindu-l "Manny Kin". Cu toate acestea, Manny se îndrăgostește de Alex, avertizându-l că nu mai poate să îl transforme înapoi. Alex animează păpușa prețioasă a lui Justin numită Femeia Calico, încercând să îl facă pe Manny să se îndrăgostească de ea. Între timp, Justin este lăsat să aibă grijă de casă cât părinții lui sunt plecați din oraș, însă poziția de șef i se urcă la cap. Vrăji: Murrieta Animata - abilitatea de a anima orice obiect Murrieta Animata Mare - abilitatea de a anima orice obiect în mărimea umană Invitați speciali: Matt Smith ca Manny, Lauren Phillips ca Femeia Calico, Brian Kubach ca Riley Co-invitați: J.R. May ca Bully, Eddie Pepitone ca Carter, Dallas Lovato ca Fată, Andrew Elvis Miller ca Persoană în Mulțime, LeShay Tomlinson ca Passerby Note: Asta e ultima apariție a lui Riley. Acesta este al doilea episod în care sunt folosite vrăjile Murrieta Animata și Garibay Immobilitay. Prima oară au fost folosite în episodul 10, "Sparge-mă și cădem amândoi" |           |                                                                                          |                 |                                            |                    |                    |     |
| 20 | 19        | „Aniversarea de 15 ani” „Quinceanera”                                                    | Victor Gonzalez | Gigi McCreery Perry Rein                   | 10 august 2008     | 1 aprilie 2010     | 116 |
| Familia îi pregătește lui Alex Quinceanera, o petrecerea tradițională pentru a-i marca călătoria spre a deveni femeie în cea de a-15-a aniversare. Theresa face toate planurile, făcându-i petrecerea în cea vrea ea și nu ascultă criticile lui Alex.Aceste lucruri o enervează pe Alex, așa că ea își schimbă corpul cu Theresa, care nu putea să facă o Quinceanera când avea și ea 15 ani. La petrecere participă și bunica Magdalena, care își uită responsabilitatea de a-i învăța pe Max și Justin să danseze salsa. La sfârșit, totul este rezolvat, Theresa realizează greșeala ei și o lasă pe Alex să aibă petrecerea cum vrea. Vrăji: (Nume și nume) Cambia Coporum, Meum Corpora, Sua Nominavi - abilitatea de a face schimb de corpuri Invitat special: Belita Moreno ca Magdalena Co-apariții: Adam Bay ca Richard, Gabrielle Dennis ca Candace Note: Numele real al lui Alex este Alexandra Margarita Russo. |           |                                                                                          |                 |                                            |                    |                    |     |
| 21 | 21        | „Piesă de muzeu” „Art Museum Piece”                                                      | Victor Gonzalez | Vince Cheung Ben Montanio                  | 31 august 2008     | 24 aprilie 2010    | 120 |
| Alex trebuie să meargă la muzeu pentru a nu pierde puncte la medie.Justin o însoțește dar ea pleacă cu Harper pentru a vinde 'bijuterii'.Ea o readuce la viață pe Mona Lisa,Băiatul Albastru,Țipătul și Van Gogh.Max și Jerry se joacă fotbal în casă fapt care o enervează pe Theresa. Vrăji: Treci prin, pătrunde prin - abilitatea de a trece prin corpuri solide 'Fete din poză,ieșiți din pictură. - abilitatea de a reînvia un personaj dintr-o pictură Picturi cu fete,mergeți la locurile voastre(loc și an) - abilitatea de a trimite un personaj într-o pictură de unde a provenit Invitați Speciali:Julie Brown ca Ms. Marinovich, Danielle Bisutti ca Mona Lisa, Britt Prentice ca Babe Ruth Co-apariții:Amanda Tepe ca Elaine the Security Guard (țipa nebuna cu lanterna), Amy D. Higgins ca Garbage Lady, Keeshan Giles ca Burly Customer, Boris Kievsky ca "Țipătul", Mark Rickard ca Vincent Van Gogh, Michael Stancliff ca Băiatul Albastru |           |                                                                                          |                 |                                            |                    |                    |     |

## Sezonul II.(România: 2010-2011. Statele Unite: 2008-2009)
Al doilea sezon al serialului Magicienii din Waverly Place a rulat pe Disney Channel Statele Unite din 12 septembrie 2008 până pe 21 august 2009.
Acest sezon ne reintroduce în lumea fraților Russo, Alex, Justin și Max, împreună cu părinții lor, Jerry și Theresa și Harper Finkle, cea mai bună prietenă a lui Alex.

### Sinopsis
Alex și Justin au noi interese în dragoste. Alex este îndrăgostită de Dean pe tot parcursul sezonului, în timp ce Justin se îndrăgostește de o adolescentă vampir, Juliet, pe parcursul ultimelor episoade ale sezonului. Acest sezon include de asemenea un crossover a trei seriale Magicienii din Waverly Place, O viață minunată pe punte și Hannah Montana care se întâlnesc în evenimentul Magicienii pe punte cu Hannah Montana care a avut premierea pe 17 iulie 2009 în Statele Unite ale Americii și pe 10 octombrie 2010 în România. 
- Selena Gomez și David Henrie apar în toate episoadele.
- Jake T. Austin este absent într-un singur episod.
- Jennifer Stone este absentă în 3 episoade.
- David DeLuise este absent în 5 episoade.
- Maria Canals Barrera este absentă în 7 episoade.
- Acest sezon conține 30 de episoade.

### Episoade
| # Statele Unite | # România | Titlu | Regizat de      | Scris de                    | Premieră originală | Premieră, România  | Cod |
| --- | --------- | --- | --------------- | --------------------------- | ------------------ | ------------------ | --- |
| 22 | 22        | „Pantaloni deștepți” „Smarty Pants” | Victor Gonzalez | Todd J. Greenwald           | 12 septembrie 2008 | 15 mai 2010        | 201 |
| Alex e nerăbdătoare să ajute pentru concursul de cultură generală pentru a-i atrage atenția lui Dean. Dar Alex cauzează un accident care o scoate pe o concurentă din concurs, astfel Alex trebuie să îi ia locul. Pentru a ajuta echipa în concurs Alex poartă "Pantalonii Deștepți", care îi fac pe purtător să șite orice. Totuși această cultură nemaipomenită îi strică prietenia cu Harper, care spera ca prin concurs să fie mai bine privită. Pentru a nu mai răspunde incontrolabil, Alex dă jos pantalonii, dar are parte de unele efecte secundare neplăcute. Obiecte magice: Pantalonii deștepți - dau utilizatorului cunoștințe nemărginite. Cămașa de viteză - dă utilizatorului viteză supersonică. Pălăria de noapte - determină utilizatorul să adoarmă instantaneu. Invitați speciali: Daniel Samonas ca Dean Moriarty Andy Pessoa ca Alfred Bill Chott ca Dl. Laritate Dan Benson ca Zeke Absent: David DeLuise ca Jerry Russo |           | |                 |                             |                    |                    |     |
| 23 | 26        | „Ai grijă la lup” „Beware Wolf” | Victor Gonzalez | Vince Cheung Ben Montanio   | 21 septembrie 2008 | 31 mai 2010        | 202 |
| Justin întâlnește o fată numită Isabella pe Wizface în ciuda interdicției Theresei. Alex devine suspicioasă, crezând că Isabella nu este cine pare a fi. După ce au primul sărut, Justin își dă seama că Isabella este de fapt un vârcolac și că a devenit și el unul. Între timp, Max și Alfed încep o afacere cu căței pentru a câștiga bani. Notă: WizFace este o parodie a rețelelor sociale Facebook și MySpace. Invitați speciali: Sarah Ramos ca Isabella, Andy Pessoa ca Alfred. Absentă: Jennifer Stone ca Harper Frinkle. |           | |                 |                             |                    |                    |     |
| 24 | 23        | „Jurnalul” „Graphic Novel” | Mark Cendrowski | Gigi McCreery Perry Rein    | 5 mai 2010         | 22 mai 2010        | 203 |
| După ce Gigi fură Jurnalul lui Alex, Justin și Max o transpotă pe Gigi în jurnal. Gigi descoperă că Alex trăiește în jurnal precum o prințesă. Frații încearcă să o țină departe pe Gigi de a afla secretele lui Alex și să spună tuturor că Alex este o magiciană. Vrăji: Literrarium Trărio - teleportează pe utilizatorul într-o carte. Invitați speciali: Daniel Samonas ca Dean Moriarty Skyler Samuels ca Gigi Absenți: David DeLuise ca Jerry Russo Maria Canals Barrera ca Theresa Russo. |           | |                 |                             |                    |                    |     |
| 25 | 24        | „Întrecerea” „Racing” | Victor Gonzalez | Justine Bateman             | 12 octombrie 2008  | 23 mai 2010        | 204 |
| Alex e îndrăgostită de Dean. Pentru a-i atrage atenția, îl întreabă dacă vrea să repare mașina veche a lui Jerry. Dean nu numai că repară mașina dar și intră în concurs cu ea. Alex e nemulțumită, și folosește un produs cumpărat de Max pentru a se teleporta în mașină în timpul întrecerii. Obiecte magice: Lumănarea cu paste - citește gândurile oricui. Metrul de transport - teleportează utilizatorul la distanță de un metru. Invitați speciali: Daniel Samonas ca Dean Moriarty Dan Benson ca Zeke. |           | |                 |                             |                    |                    |     |
| 26 | 27        | „Fratele lui Alex, Maximan” „Alex's Brother, Maximan” | Victor Gonzalez | Matt Goldman                | 19 octombrie 2008  | 29 mai 2010        | 205 |
| Alex merge la prima ei întâlnire cu Dean Moriarty la parcul de role, în timp ce Justin construiește un robot pentru Olimpiada Roboților. După ce află de la Jerry că un hoț fură brioșe din tot orașul, Max își face un costum de supererou și promite că va opri hoțul. După ce Justin află, este îngrijorat că fratele lui este în pericol așa că o ia pe Alex de la parcul de role și cere ajutor. Alex nu vrea să plece de la întâlnirea cu Dean, dar familia ei este mai importantă, dar în final copii află că "hoțul" era doar un plan de-al lui Jerry de a îi face pe Justin, Alex și Max să lucreze împreună și să realizeze cât de importantă este familia. Invitat special: Daniel Samonas ca Dean Moriarty. Vrăji: Eliminație gravitație - elimină gravitația. Săpun pe frânghie, săpun jos de pe frânghie, sari din mâna mea, frânghie, leagă-l pe omul acela ! - leagă o victimă. |           | |                 |                             |                    |                    |     |
| 27 | 28        | „Salvând WizTech, Partea 1” „Saving WizTech, Part 1” | Bob Berlinger   | Peter Murrieta              | 26 octombrie 2008  | 18 septembrie 2010 | 208 |
| WizTech este forțată să se închidă pentru că un vrăjitor malefic a infestat-o cu mingi de plastic, asupra cărora magia nu are niciun efect. Profesorul Crumbs îl roagă pe Jerry să aibă grijă de câțiva elevi din WizTech până când se rezolvă problema, dar unul dintre ei este malefic: Ronald Longcape Jr care încearcă să îi câștige inima lui Alex. Acesta îl închide pe Dean, iubitul lui Alex, într-o cupă de jeleu și apoi se transformă în Dean și se desparte de Alex. Între timp, Justin salvează WizTech cu ajutorul Companiei 'Lumea Vrăjitorilor' care acceptă să strângă bilele doar dacă au voie să pună reclame peste tot, și să se joace în bile. Vrăji: La bine și la grele, redu omul acesta la tăcere - creează un fulger. Tac-tic, tic-tac, treci în gelatină imediat - Închide o victimă într-o gelatină. Invitați speciali: Daniel Samonas ca Dean Moriarty Ian Abercrombie ca Profesorul Crumbs Josh Sussman ca Hugh Normus Chad Duell ca Ronald Longcape, Jr. Maurice Godin ca Ronald Longcape, Sr. |           | |                 |                             |                    |                    |     |
| 28 | 29        | „Salvând WizTech, Partea 2” „Saving WizTech, Part 2” | Bob Berlinger   | Peter Murrieta              | 26 octombrie 2008  | 19 septembrie 2010 | 209 |
| La sosirea la WizTech lucrurile încep să o ia razna. Ronald începe să vorbească numai cu subânțelesuri, vrăjile merg prost și toate cursurile de magie sunt înlocuite cu scurte cursuri de cumpărare a produselor de la WizWorld Industries. Ronald îl ține închis pe Dean în gelatină, într-un frigider de la magazinul tatăului său. Acesta încearcă să o ducă pe Alex în Turnul Răului pentru a o face malefică. Între timp, Justin încearcă să își dea seama ce se întâmplă cu orele de curs de la WizTech. Acesta aude din greșală că Alex se duce în Turnul Răului dar Profesorul Firmituri îl asigură că Alex nu este în pericol atâta timp cât nu merge acolo cu Ronald, exact persoana cu care aceasta intrase în Turn. Profesorul Firmituri le spune lui Justin și lui Max să se ducă în Turnul Răului înainte să fie prea târziu. Între timp, Profesorul Firmituri începe să fure tricouri de la magazinului tatălui lui Ronald și găsește o plăcuță ciudată de lemn (un cadou de la Dean pentru Alex.) Când Justin și Max ajung în Turn, Alex și Ronald sunt deja malefici. Profesorul Firmituri le spune că vraja răului poate fi înlocuită dacă unul dintre cei doi este îndrăgostit de cineva. Alex realizează cât de mult îl iubește pe Dean, iar Justin reușește să îl salveze din gelatina în care era ținut de tatăl lui Ronald. Vrăji: Perne pentru picioare - Vrajă folosită de Justin pentru a se teleporta din Turnul Răului. Invitați speciali: Daniel Samonas ca Dean Moriarty Ian Abercrombie ca Professor Crumbs Josh Sussman ca Hugh Normus Chad Duell ca Ronald Longcape, Jr. Maurice Godin ca Ronald Longcape, Sr. Absenți: Jennifer Stone ca Harper Finkle Maria Canals Barrera ca Theresa Russo David DeLuise ca Jerry Russo. |           | |                 |                             |                    |                    |     |
| 29 | 31        | „Harper știe” „Harper Knows” | Victor Gonzalez | Gigi McCreery Perry Rein    | 23 noiembrie 2008  | 16 octombrie 2010  | 206 |
| Familia Russo merge la întâlnirea națională PopCon, o convenție cu personaje din benzi desenate și filme de acțiune. Aceștia au fost trimiși de poliția vrăjitorilor să supravegheze probabila folosire ilegală a magiei la convenția PopCon, dar Alex a venit să o supravegheze pe Harper - este ziua lui Harper, iar Alex a mințit-o că nu poate veni cu ea la PopCon. Harper află după scurt timp că Alex se afla deja acolo, susținând că prietenia lor s-a terminat pentru că Alex mereu ține secrete față de ea. După un fiasco constând în furarea unui costum vrăjit, Alex crede că este timpul să îi spună lui Harper adevărul: că este un magician. Vrăji: Exactorum Replicorum - dă abilitatea utilizatorului de a-și schimba costumația. Invitați speciali: Josh Sussman ca Hugh Normous Michael A. Shepperd ca Ofițerul Lamp Brian Scolaro ca Goblinul Lee Meriwether ca Diva Războinică. Notă: În Statele Unite, filmul Magicienii din Waverly Place a apărut între sezoanele 2 și 3, dar în România, a apărut în octombrie, 2009, la scurt timp după premiera serialului. Din această cauză, s-au creat discontinuități. În film, Alex folosește magia în fața lui Harper, lucru care demonstrează faptul că Harper a aflat despre magie. Dar în România, episodul Harper știe nu apăruse când premiera filmului a avut loc. |           | |                 |                             |                    |                    |     |
| 30 | 33        | „Dansul taxiului” „Taxi Dance” | Mark Cendrowski | Peter Murrieta              | 7 decembrie 2008   | 24 octombrie 2010  | 207 |
| Când Mașina 804, taxiul în care s-a născut este scoasă din funcțiune, Alex o repară cu magie pentru a îi face pe membrii familiei ei să nu mai fie supărați și să se gândească cu fericire la momentul nașterii sale. Fără intenție, Alex aduce taxiul la viață și când taxiul decide să rămână alături de Alex tot timpul, aceasta o urmărește peste tot, ajungând până în punctul de a sparge geamul din locuința familiei Russo pentru a ajunge la ea. Surpinzător, Jerry și Theresa nu sunt absolut deloc supărați pe Alex atunci când își explică intențiile, iar Mașina 804 decide să plece și să o lase în pace. La urma urmelor, Alex are deja o familie care să aibă grijă de ea. Vrăji: Nu suport această mașină fără piese, fă tot ce trebuie să funcționeze - aduce o mașină la viață. Invitați speciali: John Capodice ca "Unchiul" Al. |           | |                 |                             |                    |                    |     |
| 31 | 39        | „Bebelușul Cupidon” „Baby Cupid” | Bob Berlinger   | Vince Cheung Ben Montanio   | 14 decembrie 2008  | 15 Ianuarie,2011   | 210 |
| Planurile de aniversare ale Theresei cu Jerry sunt ruinate ca urmare a unei cerței despre magie. Pentru a rezolva problema, Alex îl comandă pe micuțul Cupidon, dar își dă seama la scurt timp că, aducându-l pe Cupidon pentru a rezolva o ceartă despre magie, a adus mai multă magie în casă. Astfel, Alex încearcă să-l ascundă mama ei, spunând că este o păpușă pentru cursul ei de "Familie și căsătorie". Plecarea lui Cupidon este amânată când Max îi rupe săgeata și îl lovește pe Justin, făcându-l să se îndrăgostească nebunește de Harper. Harper este fericită până când noul Justin începe să o enerveze, începând astfel să se gândească la vechiul Justin care nu îi întorcea sentimentele. Invitați speciali: Bill Chot ca Dl. Laritate |           | |                 |                             |                    |                    |     |
| 32 | 25        | „Planul B” „Make It Happen” | Bob Koherr      | Justin Varava               | 1 ianuarie 2009    | 30 mai 2010        | 211 |
| Jerry îi îndeamnă pe copii să își aleagă o carieră alternativă în caz că nu devin magicieni. Acesta este dezamăgit să afle că Max vrea să devină un magician de scenă, iar Alex și Justin să formeze o trupă de rock alternativ. Se decide ca Alex și Justin să își păstreze planul B, doar dacă reușesc să țină un concert în fața unei mulțimi de proporții la magazinul familiei. Formația are un succes imediat însă sunt cu toții dezamăgiți să afle că Max a folosit un public fals. La sfâșitul episodului, Alex acceptă să îl lase pe tatăl ei să își trăiască vechiul său vis, acela de a deveni un călăreț de tauri, doar că situația devine atât de jenantă încât decid de comun acord să nu mai vorbească niciodată despre acest subiect. Notă: În Statele Unite ale Americii, acest episod a apărut la miezul nopții, pe data de 1 ianuarie 2009. Din această cauză, în statele centrale și montane a apărut pe data de 31 decembrie 2008 la ora 23. Invitați speciali: Fred Willard ca Dl. Stuffleby Absentă: Jennifer Stone ca Harper Frinkle |           | |                 |                             |                    |                    |     |
| 33 | 38        | „E doar o poveste de adormit copii” „Fairy Tale” | Bob Koherr      | Gigi McCreery Perry Rein    | 25 ianuarie 2009   | 21 noiembrie 2010  | 213 |
| Gândindu-se la aplicațiile sale de colegiu, Justin decide să regizeze o piesă de teatru la școala Tribeca. El o alege pe Harper pentru a juca rolul lui Tinkerbell, dar Alex trebuie să îl joace după ce Harper își rupe piciorul. Alex, îngrozită de ideea de învăța replicile, se duce în lumea vrăjitorilor și ea o zână adevărată: Fâl-Fâl. Lucrurile nu merg cum au fost plănuite, și producția devine un dezastru. Justin, dezamgăit, își dă seama că nu va mai putea avea o aplicație bună la colegiu, așa că frații lui scriu o cerere frumoasă pentru fratele lor. În final, Justin decide să nu meargă la colegiu acum, și să aștepte până termină liceul, pentru că are tot ce vrea alături de familia sa. Invitați speciali: Dan Benson ca Zeke Bill Chott ca Dl. Laritate Rachel Cannon ca Fâl-Fâl. |           | |                 |                             |                    |                    |     |
| 34 | 40        | „Săptămâna modei” „Fashion Week” | Victor Gonzalez | Todd J. Greenwald           | 15 februarie 2009  | 28 ianuarie 2011   | 215 |
| Datorită unei neînțelegeri în lumea vrăjitorilor, familia Russo își pierde puterile. Alex o face pe Harper să o lase să aibă grijă de rochia "nebună și specială" pe care noul șef, Dl. Frenchie, a lui Harper a creat-o pentru Săptămâna Modei. Dar Alex nu-și respectă promisiunea și îmbracă rochia, situație care se încheie cu Justin aruncând cu mâncare peste rochie. Alex trebuie să rezolve lucrurile fără magie, așa că îi spune lui Harper că rochia este distrusă. După ceva vreme, Dl. Frenchia ajunge la restaurantul Russo și îi spune lui Harper că show-ul de modă nu se mai poate ține, datorită prețului imens care a fost stabilit. Astfel, Alex se oferă să-l lase pe Dl. Frenchie să organizeze show-ul la restaurantul Russo, pentru a face show-ul "nebun și special". Între timp, Justin și Zeke profită de faptul că modelele de peste tot din America vin în Waverly Place, și le determină să joace "Închisori și Peșteri" cu ei. Dar modelele mănâncă mâncare stricată, astfel provocându-le greață. Chiar când lucrurile încep să fie mai rele, magia se întoarce și Alex reușește să salveze ziua. Absenți: Jake T. Austin ca Max Russo Maria Canals Barrera ca Theresa Russo Invitați speciali: Willie Garson ca Dl. Frenchie Dan Benson ca Zeke Invitat super-special: Cindy Crawford ca Bibi Rockford. Note: La începutul episodului, Justin spune că îi era frică de ponei până anul trecut, dar în episodul "Comoția poțiunii" Alex îi spune Dl-ui Laritate că Justin a călărit un ponei la 9 ani. Acesta este primul episod al sezonului 2 în care Jake T. Austin este absent. Vrăji: - Ceruri roșiatice de noapte, repară totul ca-nainte - repară un obiect. Obiecte magice: Mașina Wizinko - aduce la viață un personaj dintr-o imagine 2D. |           | |                 |                             |                    |                    |     |
| 35 | 41        | „Mână de ajutor” „Helping Hand” | Bob Koherr      | Jay Baxter Shaun Zaken      | 16 februarie 2009  | 29 ianuarie 2011   | 217 |
| Justin creează Mâna de Ajutor pentru a-i ajuta pe vrăjitorii ocupați. Jerry le dă lui Alex și Max zeci de sarcini, dar Alex folosește Mâna de Ajutor să-i facă sarcinile. Din păcate, Mâna este epuizată după toată treaba și nu mai este în stare să execute ordinele când un vrăjitor examinator vine să vadă creația lui Justin. Invitați speciali: John Doe ca Examinatorul Spellman, Kate VanDevender ca Mâna de Ajutor Vrăji: Stânga, dreapta, nu înjur, dă-mi o mână de ajutor ! - vraja pe care Justin a creat-o pentru a aduce la viață Mâna de Ajutor. Obiecte magice: Mâna de ajutor |           | |                 |                             |                    |                    |     |
| 36 | 42        | „Profesorul de desen” „Art Teacher” | Victor Gonzalez | Tood J. Greenwald           | 1 martie 2009      | 30 ianuarie 2011   | 214 |
| Alex este încântată de noua ei profesoară de desen, domnișoara Majorhealy. Însă fericirea nu durează mult, deoarece Alex află că doamna Majorhealy este o adolescentă, Jenny, sub o vrajă. Aflând că Jenny a fost transformată în adult după ce s-a despărțit de TJ Taylor, colegul vrăjitor a lui Alex, Alex o transformă înapoi într-o adolescentă. Dar fiind o adolescentă, Jenny trebuie să renunțe la viața ei de adult, printe care și la slujba ei ca profesor de desen, astfel cursul de arte a fiind închis. Alex încearcă să-l convingă pe Dl. Laritate câd de imporantă arta este, iar Dl. Laritate îi promite un nou profesor. Între timp, Max reușește să renunțe la ora de sport, inventând o boală numită "Mono-portocalioză", care îl face să nu vadă culoarea portocalie. Această falsă boală îl face pe Max să beneficieze de simpatia unor mari celebrități ca Dwayne "The Rock" Johnson sau Misty Mae-Treanor. Însă până la urmă totul este descoperit de o colegă de-a lui Max. Invitați speciali: Bill Chot ca Dl. Laritate Heidi Swedberg ca Doamna Majorhealy Gilland Jones ca Jenny Majorhealy Daryl Sabara ca TJ Taylor Kristi Lauren ca Chelsa Invitați super-speciali: Dwayne "The Rock" Johnson Misty Mae-Treanor Vrăji: Animalis Metarmofozis - transformă un om într-un animal De sus se încing, lanțuri de prind - leagă oameni cu lanțuri Spală, udă, săpunește, oh nu ! - curăță o cameră Obiecte magice: Praful refăcător - reface o vrajă Note: Sunt două gafe în acest episod. La începutul episodului, când domnișoara Majorhealy o roagă pe Alex să o transforme în forma ei tânără, spune că avea 16 când TJ a transformat-o într-o femeie. Dar după ceva vreme, în restaurantul Waverly, tânăra Jenny Majorhealy îi spune lui Alex că ar fi trebuit să aibă 15 cât avut 40, dacă TJ nu ar fi transformat-o. De asemenea, Dl. Laritate spune că a primit un mesaj de la domnișoara Majorhealy dar în episodul "Alex și tricourile", nu știe ce înseamnă mesaje. |           | |                 |                             |                    |                    |     |
| 37 | 32        | „Harper din viitor” „Future Harper” | Bob Koherr      | Matt Goldman Peter Murrieta | 15 martie 2009     | 23 octombrie 2010  | 212 |
| Alex, Justin și Max descoperă că o scriitoare faimoasă se folosește de viețile lor de magicieni pentru a scrie o colecție de cărți. Așadar, magicienii rămân șocați să afle că scriitoarea este chiar Harper din viitor. Aceasta a călătorit în timp pentru a scrie, deoarece în viitor secretul vrăjitorilor va fi cunoscut de toată lumea. Alex este dezamăgită să afle că Harper a scris cărți despre magicieni fără permisiunea ei. Însă Harper din viitor îi spune lui Justin să o convingă pe Alex să îi dea permisiunea lui Harper să scrie cărțile. La sfârșitul episodului, Selena Gomez și Rob Reiner, discută în mod comic despre importanța cititului. Vrăji: Nu o avem o altă navă, vreau zăpadă fără lavă! - transformă lava în zăpadă. Obiecte magice: Fac pipi-ul - teleportează utilizatorul. Invitat super-special: Rob Reiner ca el însuși. Invitați speciali: Rachel Dratch ca Harper din viitor. Absenți: David DeLuise ca Jerry Russo Maria Canals Barrera ca Theresa Russo. Note: Harper din viitor dezvăluie că Alex va forma un cuplu împreună cu un băiat pe nume Mason, când aceasta o întreabă "S-a despărțit Mason de tine?". Acest lucru este demonstat într-un episod viitor al sezonului trei Nu riști, nu câștigi. În acest episod se fac referiri la episoadele "Reducerea nebună de zece minute", "Filme", și "Sora mai mică a lui Justin". "Fermecat și periculos" este titlul inițial pentru serialul "Magicienii din Waverly Place." |           | |                 |                             |                    |                    |     |
| 38 | 45        | „Alex face fapte bune” „Alex Does Good” | Guy Distad      | Vince Choung Ben Montanio   | 5 Aprile, 2009     | 19 februarie 2011  | 219 |
| Alex chiulește de la primul curs de la școală, așa că Dl. Laritate o obligă să intre în "Clubul Ajutătorilor Veseli". Oricum, Alex este dezgustată să descopere că clubul face numai lucruri stupide pentru oameni, așteptând răsplată ( ex : să apese un buton de la lift ). Alex vorbește cu vechea ei prietenă pacifistă, D-na Maggie, care îi dă sfaturi. Între timp, Max se duce la prima sa întâlnire, învățând importanța de a fi tu însuți. Invitați speciali: Bill Chot ca Dl. Laritate Kathryn Foley ca Jennette Brocolletti Jo Anne Worley ca Miss Maggie Gilland Jones ca Jennifer Majorhealy Vrăji: Ca printr-un mare avion, ajută-mă să trec prin telefon - teleportă utilizatorul prin telefon. Globuri pentru pom, nasuri pentru clovn - transformă pe cineva într-un clovn. |           | |                 |                             |                    |                    |     |
| 39 | 44        | „Hugh nu este enorm” „Hugh's Not Normous” | Ken Ceizler     | Justin Varava               | 12 Aprile, 2009    | 19 februarie 2011  | 216 |
| Jerry îi spune lui Alex că trebuie să fie mai bună cu oamenii. Când Hugh Normous, tânărul gigant prieten al familiei Russo, apare în sala de magie după ce fuge ded acasa, Alex hotărăște să fie bună și să-l ascundă de părinții lui adoptivi, în timp ce încearcă să-i localizeze părinții reali. Între timp, Max încearcă să se răzbune pe Alex pentru toate farsele sale răutăcioase. Invitați speciali: Josh Sussman ca Hugh Normous Clarina Ross ca Cathy Normous Lee Reherman ca Doug Normous Christopher Neiman ca Stu FIneman Rose Abdoo ca Mary-Lou Fineman Vrăji: Nu ține cont de legea pământească, fă-l pe Hugh să știe cum e să crească - scade mărimea unei camere. Cameratus Reparatus - aduce o cameră la mărimea ei inițială. Obiect magic: Copacul istoric - dă informații utilizatorului despre istorie familiei sale. Note: Alex îi spune lui Justin că ea este Domnișoara Viță-de-Vie, dar ea folosește această farsă abia în episodul "Frate, aia e Shakira ?". Tatăl natural a lui Hugh este Lew Fineman, dar în titlurile de final apare ca "Stu Fineman". |           | |                 |                             |                    |                    |     |
| 40 | 46        | „Să nu plouă la parada lui Justin” „Don't Rain On Justin's Parade - Earth”                                                                                   | Bob Koherr      | Richard Goodman             | 19 Aprile, 2009    | 26 februarie 2011  | 227 |
| Când Justin folosește magie pentru a face predicțiile meteorologului Baxter Knight adevărate, o supără pe Mama Natură și se alege cu un nor personal din care plouă inevitabil. Între timp, Alex începe ședințele de mentorat cu Dl. Laritate ca Deputatul Russo și dintr-o dată se transformă într-o elevă "bună". Justin îi cere ajutorul, iar cei doi sunt învățați de mama natură despre importanța ajutatului mediului înconjurător. Absentă: Maria Canals-Barrera ca Theresa Russo Co-invitați: Casey Jon Diedrick ca Sal John Burke ca Ancoră Kimberly Perez ca eleva lui Harper Invitați speciali: Bill Chott ca Dl. Laritate Jenica Bergere ca Mama Natură Steve Monroe ca Baxter Knight Robert Mammana ca mentorul lui Max, polițistul Bryan Note: Predicția lui Baxter Knight a "grindinii de mărimea acadelelor" parodiază predicția celebrului meteorolog David Letterman a "grindinii de mărimea unor felii de carne". Vrăji: Dacă Baxter își pierde slujba vom mânca doar carne de porc, împrăștia zăpada peste jumătate din New Yord - determină ninsoarea asupra jumătate din New York City. Dacă Baxter își pierde slujba publicul o să plângă, arunca acadele sub formă de grindină - determină plouatul cu grindină de mărimea acadelelor. Ce a făcut el - execută o vrajă pe care un vrăjitor a făcut-o recent. |           | |                 |                             |                    |                    |     |
| 41 | 43        | „Noaptea jocurilor în familie” „Family Game Night” | Bob Koherr      | Gigi McCreery Perry Rein    | 26 Aprile, 2009    | 5 februarie 2011   | 218 |
| Pentru a trece un test de istorie, Alex schimbă creierul cu a lui Harper. Este o disfuncție, iar cele două nu se pot schimba la loc. Justin este enervat de o fată, Daphne, care insistă că ei doi formează un cuplu. Pentru a o face să place, Justin o invită pe Daphne acasă la familia Russo pentru Noaptea Jocurilor în Familie, un eveniment în familia Russo, care mereu se termină cu "scena de crimă" conform certurilor zgomotoase ale familiei. Între timp, Alex și Harper încă au probleme cu vraja de schimbare a corpului. Alex ajunge cu două creiere în capul ei, în timp ce o Harper fără creier este legată în camera lui Alex. În final, jocul se dovedește a fi un dezastru, spre deliciul lui Justin. Invitați speciali: Christa B. Allen ca Daphne Vrăji: Cambia Coporum Meum Capora Sua Nominavi - schimbă corpurile. Părum Schimbărum - schimbă părul. După toate eșecurile, schimbăm capetele - schimbă vocile. Voicus Restabilitus - readuce vocile. Totul e o durere, ne vrem înapoi creirele - combină două creiere. Te rog, creier, pleacă, creier - readuce creierul celui căruia îi aparține. Notă: În sezonul 1, episodul "Quinceneara", se spune că dacă nu schimbi corpurile înapoi până la apus, vei fi blocat în corpul celeilalte persoane pentru totdeauna. Oricum, Harper și Alex încă erau în corpurile opuse când noaptea venise. Posibilul motiv este acela al "disfuncțiunilor" pe care le-a menționat Justin. |           | |                 |                             |                    |                    |     |
| 42 | 47        | „Noua prietenă a lui Justin” „Justin's New Girlfriend” | Victor Gonzalez | Richard Goodman             | 2 mai 2009         | 1 aprilie 2011     | 221 |
| Acțiune principală: Harper și Justin sunt extaziați de festivalul de filme mute din New York. Alex, suspicioasă, crede că sunt împreună. Pentru a-i ține departe, Alex le sabotează prietenia. După ce Alex este închisă într-un film mut, această își dă seama că a greșit, lăsându-i pe Harper și Justin să-și continue prietenia. Acțiune secundară: După ce Theresa și Jerry se ceartă, bătându-și joc de rolurile lor în restaurant, Max încearcă să facă rost de bani de la ei pentru a merge la școala de zbor. Vrăji: Alungă sunetul și culoarea, aceasta este răzbunarea. |           | |                 |                             |                    |                    |     |
| 43 | 48        | „Meditatoarea mea, Meditator” „My Tutor, Tutor” | David DeLuise   | Vince Choung Ben Montanio   | 29 mai 2009        | 9 aprilie 2011     | 226 |
| Alex și Justin încep să se intereseze de noua meditatoare a lui Max, Meditator. Când află că Max este pe cale să termine meditațiile, astfel Meditator plecând, ei fac tot posibilul pentru ca Max să pice testul final și Meditator să mai rămână. În final află că este jumătate-elf, motivând astfel surprizătorul impact plăcut pe care Meditator l-a avut asupra lui Alex și Justin. Absent: David deLuise ca Jerry Russo, pentru a regiza episodul Invitați speciali: Paulina Olszynski ca Tutor Dana Michael Woods ca spiriduș Vrăji: Mă chinui să văd fotoliul, în aer să dispară fotoliul. În carul cu fân caută ace, fă ca hoțul să nu scape. Când ai probleme, aruncă durere. Note: Un titlu alternativ al acestui episod este "Don't Poke the Leprechaun-Shillelagh" (ro. "Nu pocni spiridușul din cutie") |           | |                 |                             |                    |                    |     |
| 44 | 49        | „Comitetul de arte” „Paint by Committee” | Bob Koherr      | Peter Dirksen               | 26 iunie 2009      | 16 aprilie 2011    | 229 |
| Alex este aleasă de comitetul de arte, avându-i ca președinți pe Justin și Harper, să picteze o lucrare pentru peretele principal al școlii Tribeca. Dar când comitetul decide că idea lui Alex nu se potrivește cu ideile lor, Alex folosește magie pe perete pentru ca toți să vadă ce vor să vadă. Când Justin află că Alex a folosit magie pe perete, acesta dă vina pe Harper. Comitetul este supărat cu decizia lui Alex dar ea spune că își va transpune propriile idei pe lucrarea de pe perete, indiferent de părerile celorlalți. Invitați speciali: Dan Benson ca Zeke Beakerman Bill Chot ca Herschel Laritate Peter Hulne ca Lane Heat Co-invitați: Tim Dougherty ca Karl Kasch Notă: Acesta este cel mai vizionat episod al celui de-al doilea sezon al serialului. A fost bătut în sezonul 2 de episodul "Îmbarcarea spre un alt serial", acesta nefiind denumit "cel mai vizionat episod al sezonului 2" pe motiv că este un episod special. Acesta este al doilea cel mai vizionat episod al serialului, fiind bătut de episodul sezonului 3 "Magicieni vs. Vârcolaci". |           | |                 |                             |                    |                    |     |
| 45 | 50        | „Magician pentru o zi” „Wizard for a Day” | Bob Koherr      | Justin Varava               | 10 iulie 2009      | 23 aprilie 2011    | 230 |
| Fiind ziua lui Jerry, Justin îi face cadou o ascuțitoare magică. Alex încearcă orice pentru a îi da lui Jerry un cadou mai bun decât a lui Justin, așa că se duce în lumea vrăjitorilor și obține Pălăria lui Merlin. Jerry folosește vrăjile Pălăriei lui Merlin pentru a obține cadouri stupide, așa că Alex transformă restaurantul Waverly în restaurantul "Centura de Asteroizi", restaurantul de milkshake-uri Milky Way, care făcea furori pe vremea copilăriei lui Jerry. Acest nou restaurant aduce mult mai mulți clienți, aducând chiar extratereștri care vor să fure Mașina de Milkshake-uri. Extratereștrii sunt șocați când "Centura de Asteroizi" se transformă din nou în Restaurantul Waverly, o dată cu dispariția Pălăriei lui Merlin. Invitați speciali: Dan Benson ca Zeke Beakerman Amir Talai ca Extraterestrul Lider Notă: În acest episod, Justin este prezentat ca talentat la desen. Oricum, în episodul "Căpitanul Jim Bob Sherwood", picturile lui lasă de dorit. Obiecte magice: Pălăria lui Merlin - dă unui muritor puteri de magician pentru o singură zi |           | |                 |                             |                    |                    |     |
| 46 | 30        | „Îmbarcarea spre un alt serial Partea 1 din Magicienii pe punte cu Hannah Montana” „Cast Away To Another Show Part 1 of Wizards on Deck with Hannah Montana” | Victor Gonzalez | Peter Murrieta              | 17 iulie 2009      | 10 octombrie 2010  | 220 |
| Justin este încântat să o întâlnească pe London Tipton după ce câștigă un concurs de eseuri cu premiul fiind o croazieră la bordul vasului S.S. Tipton. Jerry și Theresa sunt de părere că Alex nu ar trebui să îl însoțească pe Justin din cauza celor 14 teme nefăcute. Până la urmă aceștia sunt de acord ca Alex și Max să vină pe vapor datorită faptului că au aflat despre școala vaporului. Imediat ce Alex se împrienește cu Bailey Pickett, lucrurile iau o întorsătură neașteptată când Alex o aduce pe Harper la bord. Aceasta minte pe toată lumea că numele este Ashley Olsen și îi convinge pe toți că Harper este Alex, pentru a chiuli de la cursurile de biologie marină. Între timp, Max și Zack Martin (care se îndrăgosteșe de Alex) concurează pe tema 'cine face cele mai aiurite chestii.' La sfârșitul episodului, domnul Moseby află despre adevărata identitea a lui Alex când Harper o strigă Harper, Max o strigă Alex și Bailey o strigă Ashley. Invitați speciali: Phill Lewis ca Marion Moseby Debby Ryan ca Bailey Pickett Cole Sprouse ca Cody Martin Dylan Sprouse ca Zack Martin Brenda Song ca London Tipton. Notă: Acest episod este prima parte a evenimentului dnumit "Magicienii pe punte cu Hannah Montana". |           | |                 |                             |                    |                    |     |
| 47 | 34        | „Magicienii vs. Vampirii din Waverly Place” „Wizards vs. Vampires on Waverly Place”                                                                          | Victor Gonzalez | Peter Murrieta              | 24 iulie 2009      | 25 octombrie 2010  | 223 |
| Când un nou magazin de sandvișuri se deschide în Waverly Place, "Mușcătura de noapte", Justin se îndrăgostește de fiica patronilor, Julieta. Dar când familia Russo află că aceștia sunt vampiri, amândoi părinți devin total împotriva unei posibile relații între Justin și Julieta. Între timp, Alex încearcă să scape de Max din cauza lucrurilor stupide pe care la spune mereu și încearcă să îl trimită la o tabără de sub apă pentru la vară. Dar planurile ei se spulberă când Justin le spune părinților că el și Julieta formează un cuplu. În final, părinții acceptă ca cei doi îndrăgostiți să fie împreună. Note: Acest episod a fost produs pentru o perioadă de difuzare de 38 de minute, dar a apărut pe micile ecrane cu o durată de doar 23 de minute, având câteva scene șterse. Invitați speciali: Bridgit Mendler ca Julieta van Heusen Anne Ramsay ca Cindy van Heusen JD Cullum ca Alucard van Heusen. Co-invitați: Andrew Michael Davies ca Justin alternativ Mary K. DeVault ca Mary Jim Giordano ca Marvin. Punct de referință: Numele tatălui Julietei Alucard este varianta scrisă invers a lui Dracula. |           | |                 |                             |                    |                    |     |
| 48 | 35        | „Magicieni vs. Vampiri: Mușcături delicioase” „Wizards vs. Vampires: Tasty Bites”                                                                            | Mark Cendrowski | Justin Varvara              | 31 iulie 2009      | 26 octombrie 2010  | 224 |
| Când Julieta vine să ia cina la familia Russo, ea îi convinge pe membrii familiei Russo să mănâce sănătos. Supărate din cauza "sănătății", Alex și Harper merg să mănânce la Mușcătura de Noapte unde îi aud pe Cindy și Alucard vorbind despre cum vampirii tineri încearcă să îi facă pe oameni să mănânce sănătos înainte să le bea sângele delicios. Alex, speriată, îi spune lui Justin. După ce Justin reflectă asupra situației, Julieta spune că știe că părinții săi vor sî o muște pe Alex. Când Justin, Theresa și Jerry intervin, Max vine cu un parfum de dovleac, în timp ce Juliet le explică magicienilor că dovleacul este cea mai mare frică a vampirilor, mai mare decât usturoiul. Invitați special: Bridgit Mendler ca Julieta van Heusen Anne Ramsay ca Cindy van Heusen JD Cullum ca Alucard van Heusen. |           | |                 |                             |                    |                    |     |
| 49 | 36        | „Magicieni vs. Vampiri: Întâlnirea visurilor” „Wizards vs. Vampires: Dream Date”                                                                             | Bob Koherr      | Gigi McCreery Perry Rein    | 7 august 2009      | 27 octombrie 2010  | 225 |
| Când Dean se mută, Alex decide să apară în visele sale. După câteva luni, acesta se întoarce. Când Alex merge la întâlnirea lor, Dean dă mai multă atenție arcadei decât ei, așa că Alex decide să se despartă de el. Ea se preface a fi nespălată, așa că Dean se desparte de ea, spunând că nu e mare lucru și că nu suferă. Alex se duce înapoi în visele lui să afle cum se simte Dean asupra situației. Între timp, Juliet îl roagă pe Justin să meargă cu ea în vacanță, dar el nu vrea să meargă și o minte. Invitați speciali: Bridgit Mendler ca Julieta van Heusen Daniel Samonas ca Dean Moriarty David Boller ca Abe Lincoln Amanda Tepe ca Vânzătoarea de Hot Dog. Absentă: Maria Canals Barrera ca Theresa Russo. Notă: Când Julieta vorbește cu Max, aceștia se află în lumina Soarelui, dar în episodul sezonului 3 O noapte la Lazerama aceasta spune că se transformă în cenușă când vine soarele. |           | |                 |                             |                    |                    |     |
| 50 | 37        | „Magicieni și Vampiri vs. Zombii” „Wizards & Vampires vs. Zombies”                                                                                           | Victor Gonzalez | Gigi McCreery Perry Rein    | 8 august 2009      | 28 octombrie 2010  | 228 |
| Justin îi promite Julietei o întâlnire de absolvire de neuitat. Dar când Alex organizeată o anti-promoție cu temă de zombii, Alex îi dă lui Max fluturași să îi trimită lui Justin, dar accidental îi trimite în lumea vrăjitorilor cu un act de permisiune a folosirii unui Inel Fără Frică. Totul se sfârștește cu zombii reali ajungând la bal. Între timp, Harper și Zeke merg la bal împreună. La balul de absolvire Justin îi cântă Julietei o serenadă și îi "cere prietenia". După toate acestea, Max, Alex, Harper, Justin, Zeke și Julieta încep să danseze cu zombii pentru a îi determine să plece. În finalul episodului, Justin și Julieta au un moment speial împreună, dansând. Epsiodul se sfârștește cu mult așteptatul sărut dintre Justin și Julieta. Notă: În acest episod, se face o referință la video-clipul lui Michael Jackson Thriller. Zeke face o referință la Irwin Allen, personajul din serialul science-fiction Pierdut în spațiu când spune "'Feriți-vă, feriți-vă, Will Robinson!'". Idea de bal de absolvire cu temă de zomii a fost menționată de Alex într-un episod trecut numit Jurnalul. Invitați speciali: Bridgit Mendler ca Julieta van Heusen Dan Benson ca Zeke Co-invitați: Christopher Recupito Rossi ca zombi Callie Carson ca fata zombi Malia Dawkins ca victima balului zombi Marcus Alexander Hart ca zombi-ul de la bal Daniel Sykesa ca tipul de la bal. Absentă: Maria Canals Barrera ca Theresa Russo. |           | |                 |                             |                    |                    |     |
| 51 | 51        | „Retestare” „Retest” | Victor Gonzalez | Todd J. Greenwald           | 21 august 2009     | 30 aprilie 2011    | 222 |
| După ce Jerry le dezvăluie copiilor că au o mătușă pe nume Megan, unchiul Kelbo anunță familia Russo că cei trei foști vrăjitori aspiranți ai familiei Russo (Jerry, Kelbo și Megan) trebuie să dea retestarea magicienilor care a avut loc cu 25 de ani în urmă pentru a testa dacă rezultatul de atunci este bun. Din păcate, Megan încă este supărată pe Jerry pentru că i-a dat puterile lui Kelbo și nimic, nici măcar ideea că nepoții ei își vor pierde puterile dacă retestarea nu are loc, nu o fac să accepte provocarea. Când Justin, Alex și Max își dau seama cât de competitivă este testarea vrăjitorilor, aceștia își dau seama că același test le-ar putea distruge familia. Înduioșat de povestea familiei, Minsitrul Magiei acceptă ca tinerii frați Russo să-și păstreze puterile, chiar dacă retestarea nu are loc. Co-invitați: Jay Brian Winnick ca Minstrul McFly Invitați speciali: Jeff Garlin ca Kelbo Russo Carrie Genzel ca Megan Brooke Russo Notă: Acest episod a apărut pe Disney Channel America Latină pe 23 iulie 2009, cu aproape o lună înaintea premierei din Statele Unite ale Americii. De aceea, în Statele Unite, "Retestare" a fost finala sezonului al doilea, iar în America Latină a apărut înaintea episoadelor din saga "Magicienii vs. Vampiri" făcând astfel episod "Magicieni și Vampiri vs. Zombii" finala sezonului 2. Pe tot parcursul episodului perspicacitatea și corectitudinea lui Justin este comparată cu a lui Jerry, lenea și impertinența lui Alex cu comportamentul lui Megan, naivitatea și limitarea lui Max cu copilăreasca atitudine a lui Kelbo și constanta frică de magie a lui Harper cu sentimentul reciproc al Theresei. Vrăji: În Paris mătușa a rămas, du-ne în Texas - teleportează în Paris Nu suntem copii, desfă cutii-ile - desface cutiile Zobbaa, zobbaa, zobba, hei soro, du-te-n Paris, Texas - teleportează în Paris Weeeww - teleportează                                                                       |           | |                 |                             |                    |                    |     |

## Sezonul III.(România: 2011. Statele Unite: 2009-2010)
Cel de-al treilea sezon din Magicienii din Waverly Place a fost difuzat pe Disney Channel Statele între 9 octombrie 2009 și 15 octombrie 2010, începând în România în mai 2011. Cei trei frați ai familiei Russo, Alex, Justin și Max, continuă să fie în competiție pentru a alege magicianul familiei și întâlnesc mulți prieteni și inamici pe drumul lor. Maria Canals Barrera și David DeLuise îi joacă pe părinții copiilor, iar Jennifer Stone o întruchipează pe Harper Finkle, cea mai bună prietenă a lui Alex. Acesta este primul sezon al serialului care a fost difuzat în High Definition.

### Sinopsis
Justin este acum un magician absolvent și nu trebuie să mai ia parte la cursurile de pregătire a magiei ale lui Jerry împreună cu frații săi. Alex simte că trebuie să își îmbunătățească aptitudinile de magie cu puțin ajutor din partea lui Harper care se mută cu familia Russo în episodul Casa de păpuși. Justin își continuă relația cu fata vampir numită Julieta și Alex începe una nouă cu un adolscent nou-venit din Marea Britanie, numit Mason (Gregg Sulkin). Justin, fiind în clasa a 12-a, încearcă să facă un anumit număr de lucruri pentru a avea un ultim an de liceu de neuitat, cum ar fi să joace în echipa de baschet, să fie președintele elevilor, să țină o mare petrecere, să câștige concursul de științe. În acest sezon, Alex nu mai este cea care cauzează probleme, ci cea care le rezolvă, dar personalitatea ei rămâne aceeași. Max se îndrăgostește de o fată, care pe parcurs, devine prima lui iubită.
Personajele secundare și invitații speciali îi includ pe Bill Chot, Dan Benson, Hayley Kiyoko, Moisés Arias, Fred Willard, Austin Butler, Ted McGinley, John O'Hurley, Wilmer Valderrama, Kate Flannery și Jeff Garlin. De asemenea acest sezon se bucură de un super-invitat special, Shakira.

### Episoade
- Acest sezon are 30 de episoade.
- Acest sezon a fost filmat între 7 iulie 2009 și 23 martie 2010.
- Selena Gomez și David Henrie apar în toate episoadele.
- Jennifer Stone și David DeLuise a fost absenți pentru trei episoade.
- Jake T. Austin a fost absent pentru patru episoade.
- Maria Canals Barrera a fost absentă pentru șase episoade.

| # Statele Unite | # România | Titlu                                                           | Regizat de        | Scris de                                             | Premieră originală | Premieră, România  | Cod     |
| --- | --------- | --------------------------------------------------------------- | ----------------- | ---------------------------------------------------- | ------------------ | ------------------ | ------- |
| 52 | 52        | „Fata Frankenstein” „Franken-Girl”                              | Bob Koherr        | Peter Murrieta                                       | 9 octombrie 2009   | 7 mai 2011         | 301     |
| Cum Justin este continuu supărat de Alex care intră în camera lui, furând lucruri, acesta decide să creeze o copie a monstrului lui Frankentein, dându-i numele "Fata Frankenstein". Oricum, când Alex reușește să o scoată din funcțiune pe FF. Justin creează un lacăt pentru vrajă, pentru a o împiedica pe Alex să întoarcă vraja. Chiar dacă inițial enervată de insistența lui FF., Alex începe să o placă când aceasta o scoate din probleme și își bate joc de colegi. Alex este umilită în fața școlii și familiei când FF. o obligă să devină majoretă, și trebuie să danseze Dansul Curcanilor. Vrăji: Avem nevoie de electricitate, multă multă, dă-mi 1.21 gigawatti - creează o câmp de electricitate Adu-o pe FF. în față, ești prietena lui Alex pe viață ! - o aduce pe FF. la viață, făcând-o prietena cea mai bună a lui Alex Hey, nani nani, ha cha cha - lacătul vrăjii prieteniei Alex crede că majoretele au moacă, fă-o pe FF. dansul să-i placă ! - o face pe FF. să iubească dansul majoretelor Invitați speciali: Perry Mattfield ca FF., Bill Chott ca Dl. Herschel Laritate Co-invitați: Megan Carcioppolo ca Majoretă 1 Erin Prieto ca Majoretă 2 Jazzlyn Marae ca Majoretă 3 Lauren E. Gates ca Aspirantă (necreditată) Krizia Quinio ca Majoretă 4 (necreditată) Debbie Sperry ca Dna. Sauberman (necreditată) Notă: Acesta este primul episod al serialului difuzat în HD. A avut premiera în Orientul Mijlociu pe 27 septembrie 2009, înainte de premiera în Statele Unite ale Americii. Cum în Statele Unite ale Americii fiecare episod al unui sitcom Disney Channel are un promo, în România difuzează promo-uri numai pentru un sezon întreg. Acesta este primul promo pentru un sezon "Magicienii din Waverly Place" în România, primul sezonul având promo-ul întregului serial, iar al doilea apărând ca o continuare a primului. |           |                                                                 |                   |                                                      |                    |                    |         |
| 53 | 53        | „Halloween” „Halloween”                                         | Bob Koherr        | Todd J. Greenwald                                    | 16 octombrie 2009  | 7 mai 2011         | 302     |
| Casa de groază a familiei Russo a fost jenantă în fiecare an, deoarece Justin insistă atenția asupra siguranței. Dl. Evans, președintele concursului casei bântuite, promite că va retrage casa lor din concurs dacă nu este suficient de înfricoșătoare. Alex se duce în lumea vrăjitorilor și găsește trei fantome adevărate dar stupide. Oricum, nefiind înfricoșători, Theresa crede că sunt doar oameni cu măști. Alex și Harper se întorc în lumea vrăjitorilor și în iau pe Mantooth, cea mai înfricoșătoare fantomă din lumea vrăjitorilor care obișnuia să-l sperie pe Justin noaptea. La vizionarea numărului lui Mantooth, copii rămân traumatizați iar Dl. Evans le retrage casa, aceasta fiind prea înfricoșătoare. Invitați speciali: Bo Foxworth ca Ghost Coach Scott Freeburg ca Headless Doug Daniel Roebuck ca Dave Evans Sean Whales ca Mantooth Hilary Hacker ca Dna. Chenowith Stephen A.F. Day ca Frank Shannon McClung ca Corpul lui Doug Keih Allan ca Wally Co-invitați: Josh Abraham Webber ca Elev (necreditat) Charlotte "Carly" Jordan Pancher ca Bo Peep (necreditat) Cole Pancher ca Cameraman (necreditat) Obiecte magice: Fantome |           |                                                                 |                   |                                                      |                    |                    |         |
| 54 | 54        | „Vânătorul de monștrii” „Monster Hunter”                        | Bob Koherr        | Richard Goodman                                      | 23 octombrie 2009  | 7 mai 2011         | 303     |
| Acțiune principală:Justin termină studiile de vrăjitor după 5.000 de vrăji, așa că se înscrie să vâneze monștrii ca studiu independent. Temându-se că Justin ar putea ajunge vrăjitorul familiei, Alex studiază cu Harper. Acțiune paralelă: Max își scoate conștiința din propriul corp. Acesta încearcă să saboteze studiul lui Justin așa că eliberează monștrii în tot New York-ul. Vrăji: Gândurile mele de bine și rău, să iasă din corpul meu - separă conștiința de trup Haideți monștri la păpat, ieșiți afară, ce păcat! - eliberează monștrii într-un oraș Să-ți iasă picioare și ieși unde-ți spun - îi dă picioare unui obiect Tren în grabă în Spania aleargă - duce un tren în Spania. Invitați super-speciali: Moises Arias ca Conștiință Fred Willard ca Dl. Stuffleby Co-invitați: Dennis Hadley ca Fakehorseus Notă: Dl. Stuffleby spune că Alex a completat 100 de vrăji, dar în episodul "Comoție și Poțiune" al sezonului 1, Jerry spune că Alex și Justin sunt la lecția 272. Jerry îi spune lui Justin "Parcă ieri transformai o cărămidă într-un iepuraș!". Justin îi răspunde "Obiectum insufletitum". |           |                                                                 |                   |                                                      |                    |                    |         |
| 55 | 55        | „Trei monștrii” „Three Monsters”                                | Victor Gonzalez   | Justin Varvara                                       | 30 octombrie 2009  | 21 mai 2011        | 304     |
| Justin o raporteazǎ neintenționat pe Julieta și familia ei la Consiliul Vrǎjitorilor,niște vrăjitori de monștri venind să captureze trei monștri.Din cauza mirosului specific,Alex le schimbă hainele lui Harper și Julietei,astfel încât vânătorii o urmăresc pe Harper.În acest timp,Alex și Justin găsesc dor doi monștri,spunând că al treilea e Max,ce nu își mai suportă Conștiința,vrând să scape,dar vânătorii nu îl cred.Atunci Alex spune că al treilea e un pepene cu perucă. Invitați speciali: Moises Arias ca și Conștiință Bridgit Mendler ca Juliet Van Heusen Perry Mattfield ca Fata Frankenstein Note:Cei doi monștrii sunt Fata Frankenstein,creată de Justin în episodul "Fata Frankenstein" și un robot creat tot de Justin. |           |                                                                 |                   |                                                      |                    |                    |         |
| 56 | 56        | „O noapte la Lazerama” „A Night at the Lazerama”                | Victor Gonzalez   | Peter Murrieta                                       | 6 noiembrie 2009   | 28 mai 2011        | 306     |
| Încercând să captureze mumia, Justin și Julieta sunt prinși în muzeu, iar Julieta nu poate rămâne acolo pentru că zorii o vor distruge. De aceea ea să devină sclava mumiei. Note:Acest episod este a treia parte și ultima a Cronicile din Moises: vocea rațiunii! Moises Arias, care a jucat în conștiința lui Max. Noapte la Lazerama este o parodie de noapte la Muzeul de Alex este văzută râgâind în acest episod, spre deosebire de alte spectacole Disney Channel, acest râgâit a fost real și nu o buza-Sync. Acest lucru arată că Selena Gomez este în măsură să râgâie pe tac. Aceasta este Julietei următorul episod a trecut în Sezonul 3. |           |                                                                 |                   |                                                      |                    |                    |         |
| 57 | 57        | „Casa de păpuși” „Dollhouse”                                    | Jean Sagal        | Vince Cheung Ben Montanio                            | 20 noiembrie 2009  | 4 iunie 2011       | 305     |
| Familia eliberează subsolul, unde urmează să se mute Harper. La venirea acesteia, Alex își mută toate picturile, micșorându-le și punându-le în casa de păpuși. Când Alex își vizitează,mai târziu, "micul atelier", doamna Russo lua casa de păpuși cu Alex în ea și i-o dăruiește unei fetițe. Cu banii pe care îi primește din vânzarea modulului spațial, Justin cumpără casa de păpuși de la fetița căreia ia fost oferită, eliberând-o astfel și pe Alex. Note:Acest episod arată că Jerry este într-adevăr nepriceput la comentarii pe furiș. Harper recunoaște lipsa domnului Russo de pricepere la a face astfel de comentarii. |           |                                                                 |                   |                                                      |                    |                    |         |
| 58 | 58        | „Harper și maratonul” „Marathoner Helper”                       | Victor Gonzalez   | Vince Cheung Ben Montanio                            | 4 decembrie 2009   | 11 iunie 2011      | 307     |
| Harper se antrenează pentru a participa la un maraton. Pentru că Justin nu a depus niciodată efort fizic vrea să participe și el. Mulțumită vrăjii pe care a folosit-o Alex pe ea, Harper câștigă maratonul. D-na și d-l Russo sunt mândri de trofeul ei, și o consideră un Russo. Harper află de magie. Alex e vinovată, și reface toate concursurile la care a ajutat-o pe Harper să câștige. Din păcate le pierde, mai puțin pe cea în care se întrece cu Alex la alergat. Note: Hippopotomonstrosestertipaliofobios (cuvânt care vrăji Carol) înseamnă de fapt frica de cuvinte lungi. Max crede că numele său se scrie Macks |           |                                                                 |                   |                                                      |                    |                    |         |
| 59 | 59        | „Nu riști, nu câștigi” „You Muse, You Lose (Alex Charms a Boy)” | Bob Koherr        | Peter Murrieta                                       | 15 ianuarie 2010   | 18 iunie 2011      | 313     |
| Note : Mason Greyback a fost menționat într-un sezon 2 episodul HARPER DIN VIITOR, cand Harper a întrebat, "Mason nu te-a părăsit încă?" Au fost zvonuri că Mason și Alex s-ar despărți în ALEX RENUNȚĂ, dar care nu s-a întâmplat. În Marea Britanie, acest episod difuzat pe 14 ianuarie 2010 și a fost numit "You Muse, You Lose." Dl Laritate pare să fie în continuare arta de clasă de predare, dar anterior în episodul PROFESORUL DE ARTĂ, a spus că el are de gând să demisioneze și să angajeze un profesor de artă real. Atunci când Max a eliberat monștrii, a eliberat și mumia. Mumia a fost văzută înainte de a-i ataca pe Justin și Alex când a trimis monștrii în Spania. |           |                                                                 |                   |                                                      |                    |                    |         |
| 60-61 | 61-62     | „Magicieni vs. Vârcolaci” „Wizards vs. Werewolves”              | Victor Gonzalez   | Perry Rein, Vince Cheung Ben Montanio, Gigi McCreery | 22 ianuarie 2010   | 13 august 2011     | 314-315 |
| Note:Nu există vrăji, în acest episod. Acesta este un episod de oră, special. Aceasta este din nou o raritate de Disney Channel, pentru că va avea un final trist. Atunci când Alex îi spune lui Mason greșelile ce le-a făcut, ea face referire la episoade de "sora mai mică a lui Justin," "Filme", și, de asemenea, Wizards of Waverly Place film. Alex este sărutată de Mason în "Nu riști, nu câștigi", dar nu se schimbă într-un vârcolac, deoarece Mason este o rasă pură și nu o potaie, ca Isabella în Sezonul 2 episod, "Feriți-vă Wolf". |           |                                                                 |                   |                                                      |                    |                    |         |
| 62 | 60        | „Alex optimista” „Positive Alex”                                | Victor Gonzalez   | Gigi McCreery Perry Rein                             | 26 februarie 2010  | 25 iunie 2011      | 308     |
| Încercând să impresioneze un băiat, Alex folosește o vrajă să fie mai optimistă ca majoretă. Între timp Justin intră în echipa de baschet și e foarte bun. Îl pune pe Max să filmeze ca amintire de ultim an dar acesta nu face ce i s-a cerut Note:Ciudat e ca în episodul precedent Alex a fost la întâlnire atrasă de Maison, iar acum ea are o pasiune pentru un tip pe nume George |           |                                                                 |                   |                                                      |                    |                    |         |
| 63 | 63        | „Detenție !” „Detention Election”                               | Bob Koherr        | Gigi McCreery Perry Rein                             | 19 martie 2010     | 20 august 2011     | 309     |
| 64 | 64        | „Frate, aia e Shakira ?” „Dude Looks Like Shakira”              | Victor Gonzalez   | Peter Murrieta                                       | 16 aprilie 2010    | 27 august 2011     | 317     |
| 65 | 65        | „Mănâncă până explodezi” „Eat to the Beat”                      | Guy Distad        | Richard Goodman                                      | 30 aprilie 2010    | 3 septembrie 2011  | 310     |
| 66 | 66        | „A treia roată” „Third Wheel”                                   | Robbie Countryman | Justin Varvara                                       | 30 aprilie 2010    | 4 septembrie 2011  | 311     |
| 67 | 67        | „Cea bună, cea rea, și Alex” „The Good, the Bad and the Alex”   | Victor Gonzalez   | Todd J. Greenwald                                    | 7 mai 2010         | 18 septembrie 2011 | 312     |
| NotaAcest episod face referire la serialul de televiziune The Good,the Bad și the Ugly. |           |                                                                 |                   |                                                      |                    |                    |         |
| 68 | 68        | „Show-ul din vestul sălbatic” „Western Show”                    | Bob Koherr        | Justin Varvara                                       | 14 mai 2010        | 24 septembrie 2011 | 316     |
| Acest episod și următorul au apărut pe YouTube înainte de premiera pe Disney Channel din SUA, cu nici un avertisment, a provocat o confuzie în rândul fanilor. Acest episod și Semnul lui Alex, următorul episod, au urmat un curs diferit din seria Wizards of Waverly Place. |           |                                                                 |                   |                                                      |                    |                    |         |
| 69 | 75        | „Alex și tricourile” „Alex's Logo”                              | David DeLuise     | David Henrie                                         | 21 mai 2010        | 28 octombrie 2011  | 318     |
| Alex vinde tricouri în cadrul școlii și e obligată să doneze o parte din bani pentru școală. Mulțumită "actului ei de binefacere", faptului că participă la majorete și la cercetașe, Alex primește premiul Meritoriu, care îi e înmânat de Justin. Fiind sub vraja adevărului îi jignește pe toți, apoi nimeni nu o mai bagă în seamă, directorul fiind singurul ei prieten. Nota: Acest episod a fost scris de David Henrie și regizat de David DeLuise. Mulți fani au fost îngroziți de acțiunile cruzime a lui Justin. Acest lucru arată că, în timp ce Alex încearcă să repari lucrurile, atunci când ea merge prea departe, doar Justin consideră că este hilar și nu face nimic. Astfel el nu a oprit-o pe Alex ridicând vraja adevărului de pe ea. A făcut asta din răzbunare că nu a primit el premiul Meritoriu. |           |                                                                 |                   |                                                      |                    |                    |         |
| 70 | 69        | „Tata mă gândăcește !” „Dad's Buggin' Out”                      | Guy Distad        | Todd J. Grenwald                                     | 4 iunie 2010       | 2 Septembie 2011   | 319     |
| Justin organizează un banchet |           |                                                                 |                   |                                                      |                    |                    |         |
| 71 | 76        | „Prietena secretă a lui Max” „Max's Secret Girlfriend”          | Bob Koherr        | Gigi McCreery Perry Rein                             | 11 iunie 2010      | 5 noiembrie 2011   | 321     |
| Invitată specială:Bella Thorne |           |                                                                 |                   |                                                      |                    |                    |         |
| 72 | 72        | „Alex Russo le știe pe toate ?” „Alex Russo, Matchmaker ?”      | David DeLuise     | Vince Cheung Ben Montanio                            | 2 iulie 2010       | 8 octombrie 2011   | 322     |
| 73 | 79        | „Justin, delincventul” „Delinquent Justin”                      | Mary Lou Belli    | Justin Varvara                                       | 16 iulie 2010      | 25 decembrie 2011  | 323     |
| 74 | 77        | „Căpitanul Jim Bob Sherwood” „Captain Jim Bob Sherwood”         | Jean Sagal        | Richard Goodman                                      | 23 iulie 2010      | 17 decembrie 2011  | 320     |
| 75 | 78        | „Familia Russo vs. Familia Finkle” „Wizards vs. Finkles”        | Victor Gonzalez   | Peter Dirksen                                        | 30 iulie 2010      | 24 decembrie 2011  | 325     |
| 76 | 73        | „Totul despre tu-nivers” „All About You-Niverse”                | Bob Koherr        | Marcus Alexander Hart                                | 20 august 2010     | 14 octombrie 2011  | 326     |
| 77 | 80        | „Unchiul Ernesto” „Uncle Ernesto”                               | Bob Koherr        | Todd J. Greenwald                                    | 27 august 2010     | 31 decembrie 2011  | 327     |
| 78 | 74        | „Justin trece mai departe” „Moving On”                          | Robbie Countryman | Peter Murrieta                                       | 10 septembrie 2010 | 22 octombrie 2011  | 324     |
| 79-80 | 70-71     | „Magicieni dezlănțuiți” „Wizards Unleashed”                     | Victor Gonzalez   | Vince Cheung, Ben Montanio Justin Varvara            | 1 octombrie 2010   | 8 octombrie 2011   | 329-330 |
| 81 | 81        | „Magicieni expuși” „Wizards Exposed”                            | Bob Koherr        | Richard Goodman                                      | 15 octombrie 2010  | 31 decembrie 2011  | 328     |

## Sezonul IV.(România: 2012. Statele Unite: 2010-2012)
- Acest sezon a început să fie filmat în iunie 2010, având premiera în Statele Unite în Noiembrie 2010 iar ultimul episod a fost difuzat pe

6 ianuarie 2012 .
- Selena Gomez, David Hernie, Jake T. Austin, Jennifer Stone, Maria Canals Barrera și David DeLuise sunt prezenți pentru toate episoadele până acum.
- Gregg Sulkin își continuă rolul secundar, precum în sezonul trei.
- Dan Benson își continuă rolul secondar, precum în sezoanele 1, 2 și 3.
- Un nou rol secundar este dat lui Bailee Madison pentru Maxine care este de fapt Max în formă de fată.
- Este ultimul sezon având 29 de episoade.

| # Statele Unite | # România | Titlu                                                                 | Regizat de         | Scris de                                                        | Premieră originală | Premieră, România  | Cod     |
| --- | --------- | --------------------------------------------------------------------- | ------------------ | --------------------------------------------------------------- | ------------------ | ------------------ | ------- |
| 82 | 82        | „Alex spune lumii intregi” „Alex Tells the World”                     | Victor Gonzalez    | Gigi McCreery & Perry Rein                                      | 12 noiembrie 2010  | 7 ianuarie 2012    | 401     |
| Familia Russo și Mason ajung în cele din urmă o înapoi acasă, dar puterile lor de magicieni nu au revenit. În timp ce familia vrea să stea liniștita, Alex consideră că aceștia ar trebui să ia măsuri, astfel încât ea arată că aceștia sunt vrăjitori la reporteri și le spune că un grup de vrăjitori sunt ținuți în captivitate de către guvern. Cat ea le povesteste, profesorul Firimituri apare și îi spune că tot ce sa întâmplat a fost un test pe care ea l-a eșuat lamentabil și va fi judecată pentru expunerea vrăjitoriei lumii. Justin este, de asemenea, obligat să participe, deoarece și el a demascat magia agentului Lambwood, care a fost o creație din mintea profesorului Firimituri. Judecătorii afirmă ca Alex și Justin sunt vinovați și profesorul Firimituri cere ca amândoi să fie retrogradați la nivelul unu în concursul pentru vrăjitorul familiei, aducându-i în spatele lui Max cu două niveluri. Între timp, Max pune capcane în restaurantul stație de metrou, dar sfârșește prin a se prinde în una dintre ele. |           |                                                                       |                    |                                                                 |                    |                    |         |
| 83 | 83        | „Alex renunță” „Alex Gives Up”                                        | Victor Gonzalez    | Todd J. Greenwald                                               | 27 noiembrie 2010  | 8 ianuarie 2012    | 402     |
| Alex renunță la formarea ei ca magician după ce ea decide că nu va avea niciodată suficient timp să-și recapete statutul ei și de a concura pentru titlul de magician al familiei. Cu toate acestea, ea este șocată să afle că, ca un muritor, ea nu va mai fi în măsură să fie cu Mason. Între timp, după întâlnirea cu comisarul concursului pentru magicianul familiei, Justin decide să fie tutore unor vrăjitori delincvenți și de a face orice este nevoie pentru a se ajunge înapoi în cursa pentru magicianul familiei. Între timp, Max devine popular pentru că el va deveni un magician complet, astfel încât o familie de zmei (monștri mitici bogați ), îi invită să stea pe iahtul lor. Lisa Zmeu este atrasă de Max, și ei încep întâlniri. Alex îl invită și pe cancelarul TootieTootie pe iaht.Ea ar putea să-l facă să rescrie regula interzicerii relațiilor dintre muritori și vârcolaci. Totul merge bine atunci până când Lisa începe să-i placă Mason și încearcă să îl fure, așa că Alex, geloasă pe Lisa,îl tachinează pe Mason. Acesta, nervos va deveni un vârcolac. Familia zemu s-a speriat de el, și Zmeii au speriat-o pe Tereza, provocând-o să îi împingă în mare. Jerry, apoi sare pentru a-i salva și Theresa fuge. Max sare crezând că toți au de gând să înoate. Cancelarul Tootietootie este lăsat ud și în cele din urmă Lisa sare în apă. După aceea, cancelarul Tootietootie declară că regula nu este răsturnată după ce a văzut. Alex și Mason sunt de acord să devină prieteni. |           |                                                                       |                    |                                                                 |                    |                    |         |
| 84 | 84        | „Noroc magic” „Lucky Charmed”                                         | Victor Gonzalez    | Justin Varava                                                   | 10 decembrie 2010  | 15 ianuarie 2012   | 403     |
| Harper începe lecțiile de condus, în timp ce încearcă să o convingă pe Alex că trebuie să învețe să renunțe la magie pentru că îi va fi luată. Max va primi roba de vrăjitor a familiei care era la Justin, dar fiul cel mare era foarte atașat de robă. De fapt Justin distrusese roba originală și o înlocuise cu una falsă.Alex lovește mașina domnului director, și devine responsabilă recunoscându-și vina. Obiecte magice: roba familiei- are puterea invizibilității, funcție cameleonică și ascunde o sursă infinită de fripturi în mâneca dreaptă cada magică- poate repara obiectele distruse Vrăji folosite:-- Morala episodului: Mereu trebuie să îți asumi vina pentru faptele tale Absența:Maria Canals Barrera- Doamna Russo |           |                                                                       |                    |                                                                 |                    |                    |         |
| 85 | 85        | „O Călătorie spre Centrul lui Mason” „Journey to the Center of Mason” | Robbie Countryman  | Peter Dirksen                                                   | 17 decembrie 2010  | 21 ianuarie 2012   | 404     |
| După ce decide să își piarda puterile ei de magician și să devină muritor, Alex nu mai poate să fie cu Mason, așa că decide să încerce să fie cei mai buni prieteni din nou. Dar când prietenul lui Alex vechi, Dean reapare, Mason are un timp de greu păstrare a geloziei lui sub control. Când Mason îl mănâncă accidental Dean, Justin, Alex și Max merg în interiorul lui Mason să-l găsească. După ce este salvat Dean, Alex îi zice că ea este din nou cu Mason. Alex, apoi decide să se întoarcă în concursul pentru magicianul familiei pentru a fi împreună cu Mason. Între timp, Justin încearcă să motiveze clasa lui de vrăjitori delicvenți pentru a-i primi înapoi la WizTech. |           |                                                                       |                    |                                                                 |                    |                    |         |
| 86 | 87        | „Trei de Max și o mică domnișoară” „Three Maxes and a Little Lady”    | Victor Gonzalez    | Richard Goodman                                                 | 7 ianuarie 2011    | 11 martie 2012     | 405     |
| Alex îl păcălește pe Justin să îi spună cum poate câștiga teren în competiția vrăjitorilor și pentru a acumula puncte va trebui să participe la cursurile lui Justin pentru delicvenți. Între timp, Max încearcă să se integreze în grupul sofisticaților , dar nu devine decât bufonul acestor lingușitori. El e convins de sofisticați să mute competiția vrăjitorilor. Pentru a o muta la loc, Alex și Justin se transformă în Max, și se întâlnesc toți cei 3 de Max ca să schimbe data competiției la data prestabilită. Pentru că Alex și Justin au fost prinși de Max, ei au fost nevoiți să îl transforme pe acesta în fetiță, Maxine. Obiecte magice: Detectorul de vrăji: dacă sufli în el îți poate spune cât durează o vrajă. Vrăji folosite: Transform-transform-transformare în Ali Baba- ar fi trebuit să o transforme pe Alex în Ali Baba Transform-transform-transformare în Max- îi transformă pe Alex și Justin în Max Schimbă-l pe micuț în ceva drăguț: l-a transformat pe Max în Maxine Fă-te cum te știam noi, ne vrem fratele înapoi : ar fi trebuit să o schimbe pe Maxine înapoi în Max Prezență specială: Helen (nume real : -- ) Maxine (Bailee Madison) |           |                                                                       |                    |                                                                 |                    |                    |         |
| 87 | 86        | „Fetițele lui tata” „Daddy's Little Girl”                             | Robbie Countryman  | Gigi McCreery & Perry Rein                                      | 21 ianuarie 2011   | 3 martie 2012      | 406     |
| Jerry Russo, care era foarte atașat de Alex, acum pare că îi e mult mai dragă Maxine. Ba chiar o dă la o parte pe fata lui cea mare, pentru cea mică.La insistențele tatălui, Justin o duce pe Maxine la karate. Geloasă pe afecțiunea pe care o primește Maxine, Alex îmbracă hainele de când era mică și îi pregătește lui Jerry sandwich-urile favorite.Nici asta nu o ajută să fie mai adorabilă în ochii tatei.Ea și Justin încearcă apoi să găsească o soluție să inverseze vraja.Abia la sfârșitul episodului Jerry își dă seama că a neglijat-o pe Alex. Acțiune secundară: Ca să nu îi dea de bănuit lui Zeke că Maxine ar fi Max, nu îl mai lasă să se apropie de restaurant, motivând că d-l Russo și soția lui nu îl suportă. Pentru a-și repara reputația față de aceștia le pregătește micul-dejun, venind din nou prea aproape de Maxine. Vrăji folosite: Vraja de alungat muște -> Atingeri ale zborului putreziți acum Vraja care ar fi trebuit să o transforme pe EA înapoi în EL -> Hippety Hap , dă-mi drumul la cap Lipsește: Max (Jake T. Austin) |           |                                                                       |                    |                                                                 |                    |                    |         |
| 88 | 88        | „Justin o vede pe Rosie peste tot” „Everything's Rosie for Justin”    | Victor Gonzalez    | Justin Varava                                                   | 4 februarie 2011   | 13 aprilie 2012    | 407     |
| Clasa de delincvenți a lui Justin este informată că aceștia vor trebui să efectueze și să treacă un exercițiu baghetă în cazul în care doresc să vină înapoi la WizTech. Clasa se îmbogățește apoi cu un nou student pe nume Rosie, de care Justin se îndrăgostește. Spre deosebire de alți studenți, Rosie nu poate efectua vrăji mai simple, deoarece ea este un înger. Lipsește: Max (Jake T. Austin) Vrăji:Stimă ,rimă și cu mimă |           |                                                                       |                    |                                                                 |                    |                    |         |
| 89 | 89        | „Dansând cu îngerii” „Dancing with Angels”                            | Victor Gonzalez    | Richard Goodman                                                 | 11 februarie 2011  | 13 aprilie 2012    | 408     |
| Alex merge la dans cu Harper și îngerii Alex sugerează să meargă la un club de Îngeri în Los Angeles, și să facă un truc în care să permită atât ei și Harper să li se alăture lui Rousie și îngerilor. |           |                                                                       |                    |                                                                 |                    |                    |         |
| 90-91 | 90-91     | „Magicienii vs.Îngerii” „Wizards vs. Angels”                          | Victor Gonzalez    | Richard Goodman                                                 | 18 februarie 2011  | 14 aprilie 2012    | 409-410 |
| Rosie este un înger al Întunericului, și l-a păcălit pe Justin să-l facă rău. Alex află, cu ajutorul lui Tina (un înger păzitor, în încercarea de a câștiga aripile ei), ca Rosie este un înger al întunericului. Justin le face o vizită îngerilor, cu Rosie, fură "busola morală", și dă-l la Gorog, astfel încât Gorog poate transforma busola de la bine la rău, astfel că lumea va fi acoperit în întuneric și în fiecare ființă umană va fi corupt .Gorog vrea să-l omoare pe Justin. Rosie încearcă să-l ajute pe Justin să fugă și de a-l salva, pentru că Gorog vrea să-l distrugă, dar Justin refuză să plece, afirmând că el nu mai este un vrăjitor, ci un înger de întuneric și rupe bagheta sa la jumătate. Alex încearcă să-l convingă pe Justin că el este un vrăjitor bun și nu un înger întunecat. Între timp, Maxine este înscris în Tribeca Prep, deoarece ea participă la un "program de schimb de verișori." După prima ei zi de școală, Maxine se plânge că ea nu are încă prieteni, ceea ce duce Harper să insiste ca Maxine să aibă o petrecere în pijama (care este de fapt ceea ce vrea Harper, deoarece ea nu a avut niciodată una) |           |                                                                       |                    |                                                                 |                    |                    |         |
| 92 | 92        | „Înapoi la Max” „Back To Max”                                         | Guy Distad         | Todd J. Greenwald                                               | 11 martie 2011     | 5 mai 2012         | 411     |
| 93 | 93        | „Zeke află” „Zeke Finds Out”                                          | David DeLuise      | Peter Dirksen                                                   | 8 aprilie 2011     | 12 mai 2012        | 412     |
| 94 | 94        | „Demascare magică” „Magic Unmasked”                                   | David DeLuise      | Justin Varava                                                   | 13 mai 2011        | 9 iunie 2012       | 413     |
| 95 | 96        | „Socrii vârcolaci” „Meet the Werewolves”                              | Victor Gonzalez    | David Henrie                                                    | 17 iunie 2011      | 12 iulie 2012      | 415     |
| 96 | 97        | „Îmblânzitorul de bestiii” „Beast Tamer”                              | Victor Gonzalez    | Gigi McCreery & Perry Rein                                      | 24 iunie 2011      | 4 august 2012      | 416     |
| 97 | 98        | „Magicianul anului” „"Wizard of the Year"”                            | Victor Gonzalez    | Richard Goodman                                                 | 8 iulie 2011       | 11 august 2012     | 417     |
| 98 | 99        | „Ghinion pe plajă” „"Misfortune at the Beach"”                        | Jody Margolin Hahn | Vince Cheung & Ben Montanio                                     | 24 iulie 2011      | 18 august 2012     | 420     |
| 99 | 100       | „Magicieni vs. asteroidul” „Wizards vs. Asteroid”                     | Victor Gonzalez    | Peter Dirksen                                                   | 19 august 2011     | 25 august 2012     | 418     |
| 100 | 101       | „Justin se întoarce” „Justin's Back In”                               | Guy Distad         | Todd J. Greenwald                                               | 26 august 2011     | 3 septembrie 2012  | 419     |
| 101 | 102       | „Alex, mare păpușar” „Alex the Puppetmaster”                          | Victor Gonzalez    | Gigi McCreery & Perry Rein                                      | 16 septembrie 2011 | 8 septembrie 2012  | 421     |
| 102 | 103       | „Cele două Harper” „My Two Harpers”                                   | Victor Gonzalez    | Manny Basanese                                                  | 30 septembrie 2011 | 22 septembrie 2012 | 422     |
| 103 | 104       | „Magicienii din apartamentul 13B” „Wizards of Apartment 13B”          | Guy Distad         | Justin Varava                                                   | 7 octombrie 2011   | 6 octombrie 2012   | 423     |
| 104 | 105       | „Fantoma, colega de cameră” „Ghost Roommate”                          | David DeLuise      | Richard Goodman                                                 | 14 octombrie 2011  | 13 octombrie 2012  | 424     |
| 105 | 106       | „Plimbă ursul ,zombie” „Get Along, Little Zombie”                     | Victor Gonzalez    | Peter Dirksen                                                   | 21 octombrie 2011  | 20 octombrie 2012  | 425     |
| 106 | 107       | „Magicienii vs. restul lumii” „Wizards vs. Everything”                | Victor Gonzalez    | Gigi McCreery & Perry Rein                                      | 28 octombrie 2011  | 27 octombrie 2012  | 426     |
| 107 | 95        | „Tatăl călătorului în timp” „Rock Around the Clock”                   | Guy Distad         | Robert Boesel                                                   | 4 noiembrie 2011   | 23 iunie 2012      | 414     |
| 108 | 108       | „Harpereasa” „Harperella”                                             | Victor Gonzalez    | Richard Goodman & Justin Varava                                 | 18 noiembrie 2011  | 11 decembrie 2012  | 427     |
| 109-110 | 109-110   | „Cine va fii magicianul familiei ?” „Who Will Be the Family Wizard”   | Victor Gonzalez    | Vince Cheung & Ben Montanio (Part 1) Todd J. Greenwald (Part 2) | 6 ianuarie 2012    | 15 decembrie 2012  | 428-429 |

## Special,,Alex vs Alex.(România:25 mai 2013. Statele Unite: 15 martie 2013)
| # Statele Unite | # România | Titlu                              | Regizat de      | Scris de                                   | Premieră originală | Premieră, România | Cod |
| --------------- | --------- | ---------------------------------- | --------------- | ------------------------------------------ | ------------------ | ----------------- | --- |
| Sp              | Sp        | „Alex contra Alex” „Alex vs. Alex” | Victor Gonzalez | Vince Cheung, Ben Montanio & Dan Berendsen | 15 martie 2013     | 25 mai 2013       | 500 |